# Histoire de la pensée économique
Pour les articles homonymes, voir HPE.
L'histoire de la pensée économique (HPE) est l'étude de l'histoire des idées en économie.
Les premiers concepts économiques se développent dans la civilisation mésopotamienne avec le développement du commerce. Le terme même d'économie est inventé dans l'antiquité grecque. Les Grecs sont aussi les premiers à rédiger des traités consacrés à l'économie (Xénophon et Aristote).
C'est au XVIe siècle, avec le développement des États et l'essor du commerce que se développe la pensée économique moderne avec le mercantilisme. À cette époque, Antoine de Montchrestien invente le terme d'économie politique.
Au XVIIIe siècle, l'ouvrage d'Adam Smith, Recherches sur la nature et les causes de la richesse des nations (1776), constitue le fondement de la pensée économique classique.

## Antiquité
Dans l'Antiquité, on trouve des prémices de la pensée économique dans les civilisations chinoise, mésopotamienne, indienne, grecque ou encore romaine.

### Civilisation mésopotamienne
Dans la civilisation mésopotamienne, on assiste dès le IVe millénaire av. J.-C. à l'apparition de plusieurs concepts et outils fondamentaux pour la pensée économique. Le développement des activités commerciales entraîne l'avènement d'une terminologie économique élaborée. Les correspondances des marchands assyriens témoignent ainsi d'une prise de conscience du marché en tant qu'entité abstraite. Les acteurs économiques tendent parallèlement à s'institutionnaliser. Des compagnies commerciales (ou batum), disposant de succursales, exercent ainsi leurs activités dans une relative indépendance vis-à-vis des administrations bureaucratiques. En dépit de sa sophistication, cette pensée économique mésopotamienne ne s'exprime quasiment que dans des documents privés à visée utilitaire. La littérature mésopotamienne théorique dite sapientale n'envisage l'acte économique que dans une optique morale et éthique, prêchant, par exemple, la prudence dans la conduite des affaires.

### Civilisation chinoise
Dans la Chine ancienne, on trouve des éléments de pensée économique dans la Discussion entre Mencius et Xu Hang puis plus tard dans le Guanzi (Guan Zhong, 654 av. J.-C.). Dans le Guanzi, on trouve une théorie du marché, une réflexion sur la monnaie et l'idée que l'État doit assurer lui-même la production de produits indispensables comme le sel et le fer.

### Civilisation indienne

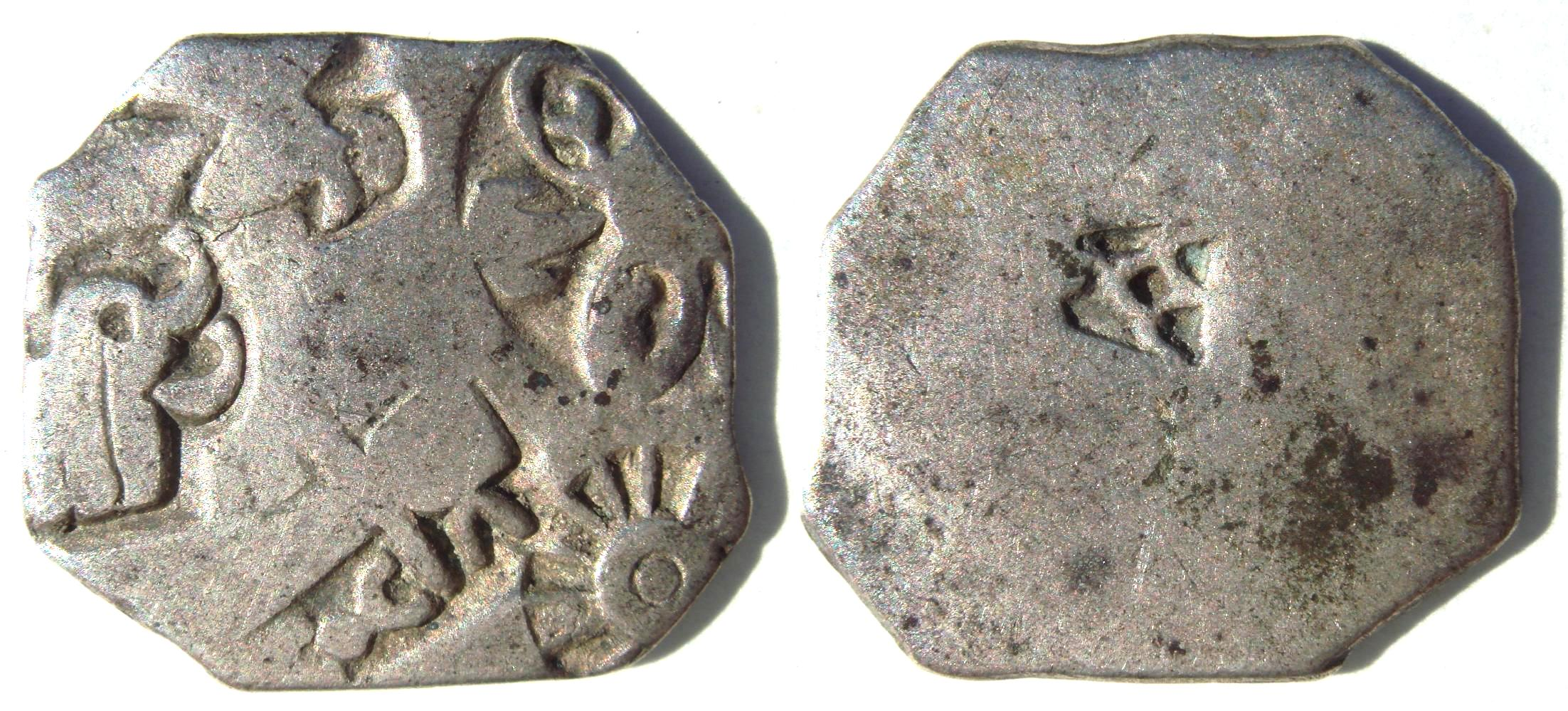
Pièce en argent de l'Empire Maurya, portant les symboles de la roue et de l'éléphant.

- Chânakya (aussi nommé Kautilya ; 340-293 av. J.-C.), précepteur du premier empereur Maurya, aborde de nombreux aspects que l'on retrouve dans l'économie moderne[3],[4]. B.S. Sihag[5] le considère comme un précurseur et l'un des penseurs les plus féconds dans les domaines de l'économie et de la Science politique[6],[7],[8],[9]. On doit à Chânakya deux ouvrages économiques majeurs :

Arthashastra (La Science des richesses et du bien-être), son magnum opus, aborde la politique monétaire, la politique fiscale et la politique sociale, ainsi que les relations internationales et la Stratégie militaire.
Neetishastra est un traité sur la « vie idéale », définissant les « bonnes conduites » du peuple et les « bonnes pratiques » du souverain.
- Après les conquêtes musulmanes, la pratique de la 'Hawala ("confiance" ou "échange") a été introduite dans le sous-continent indien.

### Grèce antique

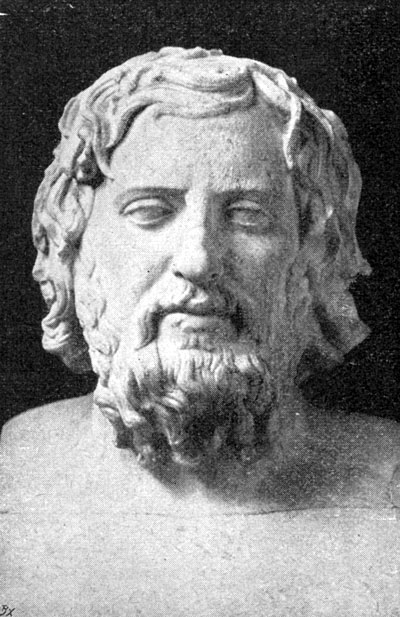
Xénophon (c. 426 – 355 av. J.-C.), disciple de Socrate, a consacré plusieurs ouvrages à l'économie.

Les Grecs forgent le mot économie (grec ancien : οἰκονομία) à partir de οἴκος, la maison en tant qu’unité sociale et économique et νόμος, l'ordre, la loi, la norme. C'est en Grèce qu'on trouve les premiers traités explicitement consacrés à l'économie avec le traité de Xénophon et le traité d'Aristote.
Dans L'Économique, Xénophon retrace un dialogue entre Socrate et Ischomaque sur le thème de l'administration d'un domaine agricole. L'ouvrage comprend des développements sur les stratégies d’accroissement des richesses : ainsi le père d’Ischomaque dit acheter des terres à bas prix pour les revendre bien plus cher après les avoir défrichées. Dans Des revenus, il aborde des concepts comme ceux de la demande et de la valeur des biens, ainsi que le rapport qu’ils entretiennent entre eux.

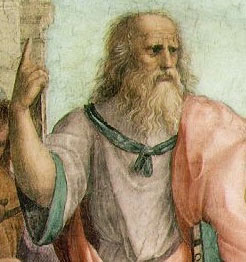
Platon (428 ou 427 – 347 ou 346 av. J.-C.)

Dans La République, Platon mène une réflexion sur la justice sociale et l'organisation économique de la société en classes. Dans Les Lois, Platon insiste sur la nécessité d'établir l'égalité des fortunes. Il s'agit d'instaurer l'amitié entre tous par l'attribution de propriétés égales et d'obliger chacun à mener une vie identiquement frugale.

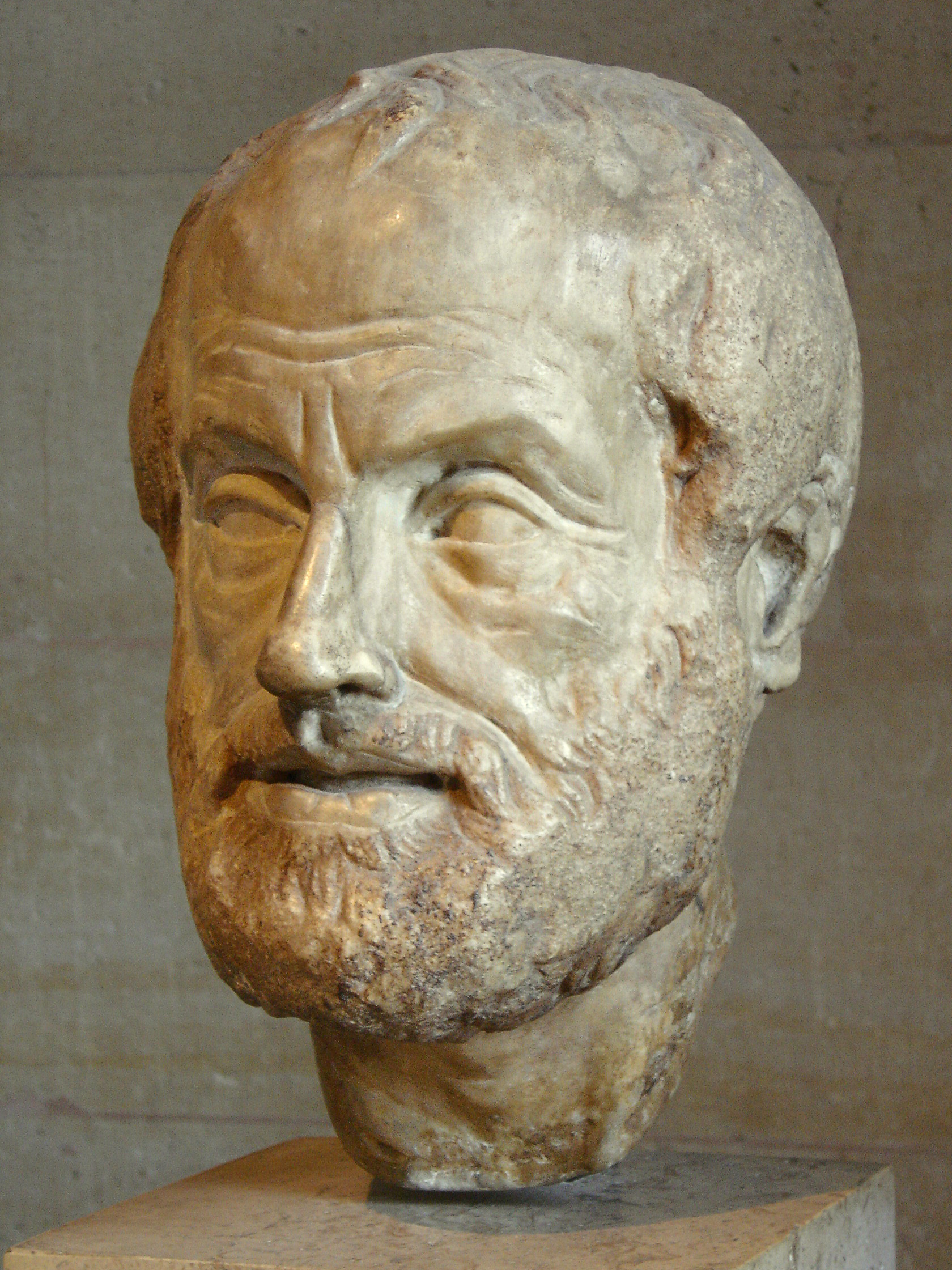
Aristote (c. 384 – 322 av. J.-C.)

Aristote accorde dans sa pensée une place beaucoup plus importante à l’économie. Dans les Économiques et l'Éthique à Nicomaque, Aristote pointe la différence fondamentale qui sépare à ses yeux l'économique de la chrématistique (de khréma, la richesse, la possession) qui est l'art de s'enrichir, d’acquérir des richesses. Selon lui, l'accumulation de la monnaie pour elle-même est une activité contre nature qui déshumanise ceux qui s'y livrent : Avec Platon, il condamne le goût du profit et l'accumulation de richesses. Au contraire, il valorise l’agriculture et le « métier » qui fondent une économie naturelle où les échanges et la monnaie servent uniquement à satisfaire les besoins de chacun. Aristote garde toujours le souci d’agir conformément à la nature. Celle-ci fournit « la terre, la mer et le reste » : l’économique est donc l’art d’administrer, d’utiliser les ressources naturelles, ce qui s'oppose totalement à l’art d’acquérir et de posséder. Chez Aristote, de fait, l'échange, même basé sur la monnaie, est toujours envisagé comme permettant de renforcer le lien social : Alors qu'il est absent de la tribu (où seul le troc existe)[réf. nécessaire], son apparition dans la cité contribue à faire la société.
Aristote introduit aussi la distinction entre la valeur subjective et valeur commerciale d'un bien, que l’on peut facilement rapprocher des notions de valeur d'usage et de valeur d'échange qui apparaîtront au XVIIIe siècle.

### Rome antique
Avec l'essor et le développement d'un empire, les romains font montre d'un intérêt plus orienté vers les questions liées à la gestion et l'organisation pratique.
La question de la gestion des espaces et de l'économie rurale avec des réflexions sur les thèmes de la colonisation avec la gestion des territoires et populations conquis ; avec la publication de recueils de gestion de l'économie rurale rédigés par des auteurs comme Caton, Columelle Pline l'Ancien ou Varron avec l'institution de la Villa ou du Latifundium. Caton et Varron, assez représentatifs de la mentalité romaine, placent l'agriculture au-dessus du commerce et condamnent le prêt à intérêt, donc le commerce de l'argent, même si dans la pratique (non théorisée), les monetarii font le commerce de l’argent et pratiquent le prêt à intérêt, en même temps que les autorités manipulent les monnaies[réf. nécessaire].
Au IIIe siècle-Ve siècle ap. J.-C., sous le Bas-Empire, les idées dirigistes apparaissent pour contrer les difficultés économiques et sociales. Dioclétien met en place une taxation générale des prix. Des « Collegia » et des corporations publiques sont instaurées[réf. nécessaire].

## Époque médiévale

### Moyen Âge chrétien
Les penseurs économiques du Moyen Âge sont avant tout des théologiens.
Dans son Histoire de l'analyse économique, Joseph Schumpeter considère les scolastiques de la fin du XIVe siècle au XVIIe siècle comme les fondateurs les plus proches de la science économique. Raisonnant dans le cadre du droit naturel ils préfigurent l'économie moderne dans le domaine de la politique monétaire, de l'intérêt, et la théorie de la valeur dans le cadre du droit naturel.

#### Apport judéo-chrétien
L'Ancien Testament contient de nombreux jugements et prescriptions économiques. Il ordonne l'absence de propriété perpétuelle sur la Terre et instaure une redistribution périodique. Il interdit les prêts à intérêt, et enfin il hiérarchise selon leur honneur les activités économiques, faisant de l'agriculture la première et du commerce la dernière[réf. nécessaire].
Le Nouveau Testament encourage l'homme à mettre en valeur ses talents, en faisant fructifier des placements (parabole des talents). Si l'homme travaille la terre, c'est un moyen de mettre en valeur ses talents en agriculture, et de même dans tous les domaines de l'activité humaine, dans l'industrie et le commerce par exemple. Mais le Nouveau Testament prévient aussi contre les tentations matérielles liées à l'accumulation et à l'utilisation superflue des richesses. Il insiste sur une répartition équitable des biens (Lazare).
Au IVe siècle se produit une séparation nette entre christianisme et judaïsme sur les questions économiques : le judaïsme commence à élaborer une codification de l'économie (voir Intérêt de l'argent et religions monothéistes), tandis que le christianisme continue d'interdire le prêt à intérêt[réf. souhaitée].

#### Apport des théologiens

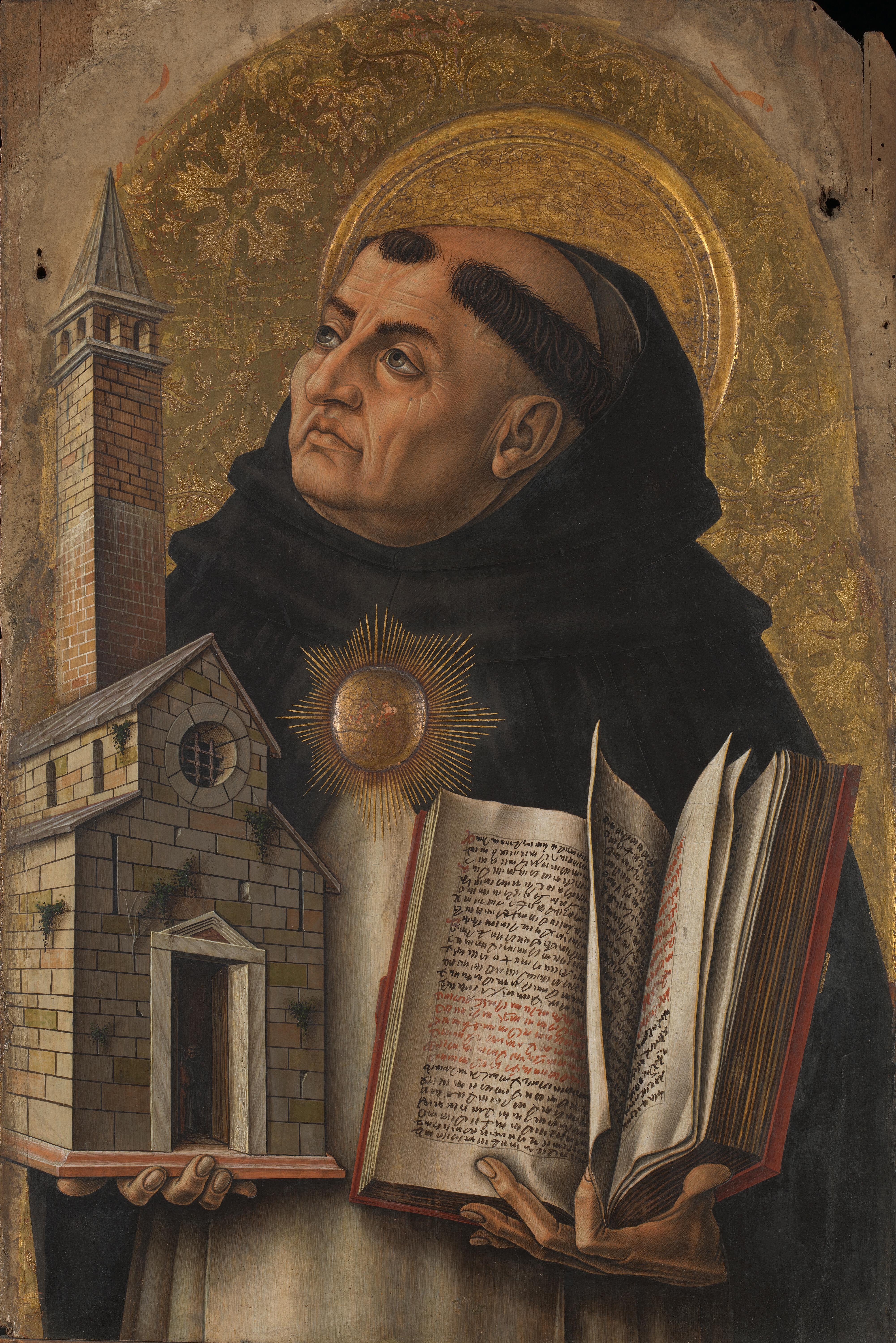
Saint Thomas d'Aquin

Le Moyen Âge voit un renouveau des échanges commerciaux et une multiplication des opportunités de profit.
Une grande partie des théologiens de l’époque, au premier lieu desquels Thomas d'Aquin, ne s’attachent pas à décrire les mécanismes économiques mais cherchent plutôt à définir leur moralité, leur caractère licite ou illicite selon la morale chrétienne. Les Franciscains font peut-être exception à cela, avec des théorisations poussées du marché (voir par exemple celle effectuée par Pierre de Jean Olivi).
Aux XIe et XIIe siècles, une controverse oppose l'abbaye de Cluny et l'abbaye de Cîteaux sur l'usage de l'argent, qui commence à circuler de façon importante. En effet, alors que Cluny dépense l'argent accumulé en cérémonies et en divers objets liturgiques pouvant être considérés comme à la limite de l'ostentation, Cîteaux réinvestit constamment les biens gagnés par le travail de ses moines dans l'acquisition de nouvelles terres. Bien qu'alimenté par des dons à la hauteur de ses dépenses somptuaires, Cluny sera ainsi confronté à d'importantes dettes, tandis que Cîteaux prospèrera de façon durable. Bernard de Clairvaux, de l'ordre cistercien, joua un rôle clé dans ce débat.
Les canonistes médiévaux posent la question du bien commun, notamment à travers les travaux de saint Thomas d'Aquin et de ses réflexions sur la propriété privée et la recherche du juste prix dans les échanges. Une grande partie d'entre eux reprennent les conceptions d'Aristote sur la stérilité de la monnaie ; a contrario, le franciscain Pierre de Jean Olivi, témoin de l'essor économique du Languedoc, théorise l'usage de la monnaie et distingue usage et propriété.
Ils interdisent conformément au dogme théologique le prêt à intérêt, ou l'« usure », définie dans le Décret de Gratien. Cette interdiction, entérinée par le troisième concile du Latran (1179) qui interdit aux « usuriers » d'être enterrés dans les cimetières chrétiens, entre dans le droit civil pour des siècles. Il faut cependant nuancer ce lieu commun : à partir du XIe siècle et de la Renaissance du XIIe siècle, ce ne sont pas toutes les formes de prêt à intérêt qui sont condamnées, mais seulement celles qui servent au profit personnel, lequel est qualifié d'usure. En revanche, lorsque le prêt à intérêt est effectué au bénéfice de la communauté, notamment par une personne morale (seigneur, abbaye, universitas), il est admis.
De même, le rôle éventuellement spéculatif de la monnaie, déjà entrevu et condamné par Aristote, génère une méfiance séculaire, source de nombreuses interdictions. Le prêt à intérêt ne sera pratiqué pendant longtemps que par les Syriaques (chrétiens d’orient) et plus tard par les Juifs.
Pour Saint Thomas d'Aquin (1225-1274), les marchands doivent pratiquer un « juste prix » découlant de la coutume. Ce qui est censé les prévenir d’un enrichissement exagéré. L’activité commerciale doit être légitimée par un apport réel de richesse au produit via sa transformation, son transport ou à la limite par son caractère vital pour la survie du marchand et de sa famille. Il condamne par ailleurs le prêt à intérêt, car selon lui la reconnaissance de l’emprunteur ne doit pas se manifester par une récompense financière, mais par l’estime, la gratitude ou l’amitié.

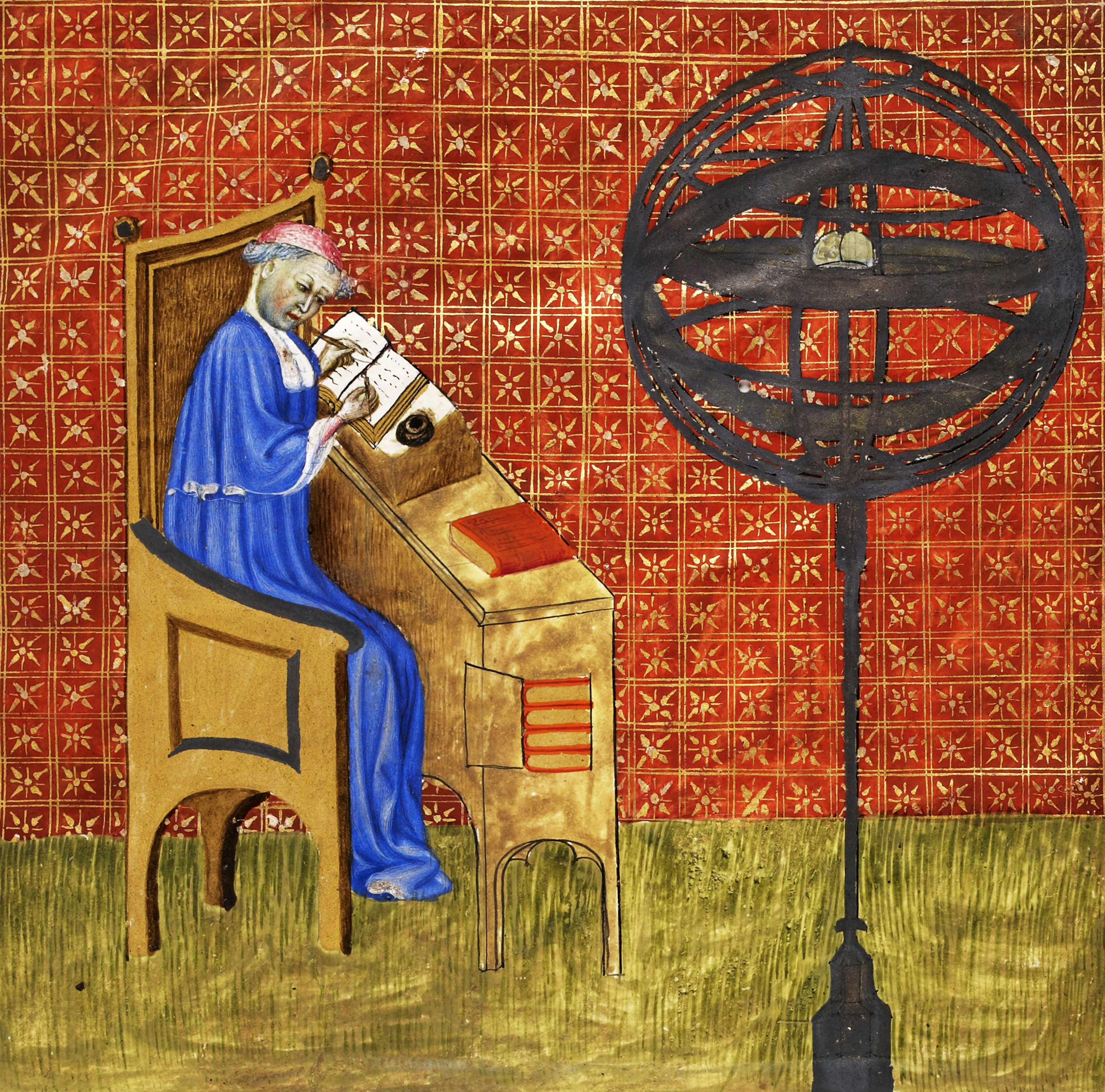
Nicolas Oresme, évêque de Lisieux, précepteur et conseiller de Charles V, publie en 1366 De origine natura, jure et mutationibus monétarum qui est le premier texte de politique monétaire destiné au Prince. Il explique le rôle de la monnaie et l'amoralité de ses altérations. Il donne une première analyse des conditions de fonctionnement d'un système bimétallique.

### Islam médiéval
Les penseurs de l'Islam à l'époque médiévale apportent une contribution à l'histoire de la pensée économique par leur réflexion sur les finances publiques, leur réflexion sur les cycles économiques et leur réflexion sur la monnaie et les prix.

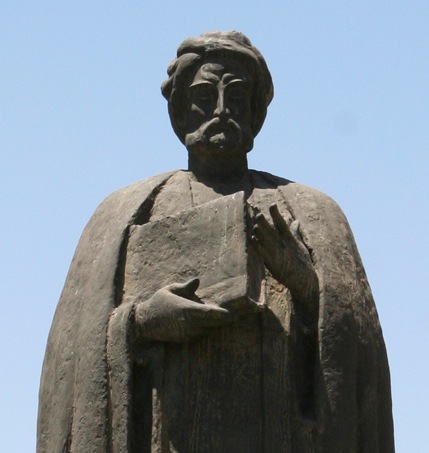
Ibn Khaldoun (1332-1406)

Les auteurs arabes musulmans réfléchissent au poids de la fiscalité sur l'économie, au bon emploi des recettes fiscales et à la possibilité du recours à l'endettement. Dès le VIIIe siècle, Al-Muqaffa (720-756/757) réfléchit sur le poids de la fiscalité sur les paysans et met en garde contre une pression fiscale trop forte. Au XIVe siècle, Ibn Khaldûn fait des dépenses publiques un rouage important du circuit économique. Il met l'accent sur le rôle moteur de la demande de l'État dans le circuit économique et souligne que si la redistribution est insuffisante, elle engendre un ralentissement de l’activité économique qui réduira à son tour les recettes fiscales. On peut voir dans son raisonnement une préfiguration de la notion de multiplicateur keynésien[réf. souhaitée].
Dans L'Histoire de Bûyides, Miskawayh (932-1030) pressent l’existence de cycles économiques. Al-Bîrûnî (973-1048/1050) précise la notion et Al-Turtûshi (1059-1126) décrit les différentes phases du cycle économique. Ibn Khaldûn envisage le devenir de la civilisation dans sa totalité économique, politique, sociale et culturelle. Les cycles population-production et des finances publiques qu’il décrit sont réintégrés dans une dynamique d’ensemble.
Les auteurs arabo-musulmans reprennent l'analyse des fonctions de la monnaie de la pensée grecque, et plus précisément de celle d’Aristote, mais leur réflexion s'est très vite portée sur les incidences économiques et sociales de la circulation monétaire. Al-Ghazâlî (1058-1111) observe et dénonce la circulation d’une monnaie contrefaite ou altérée à côté des bonnes pièces. Il rejette cette mauvaise monnaie, mais admet cependant qu'elle soit tolérée sur le marché, pour des raisons pratiques, à condition d’en informer les détenteurs.
Al-Maqrîzî se situe dans la lignée d’Aristophane, Oresme, sans oublier ses devanciers arabo-musulmans, qui avaient déjà dénoncé ce phénomène. Il annonce, on ne peut plus clairement, la future loi de T. Gresham (1519-1579) « La mauvaise monnaie chasse la bonne ». Toutefois, l’analyse d’Al-Maqrîzî est plus poussée que celle d’Ibn Taymiya ou de Gresham. Comme eux, il formule un comportement de substitution entre bonne et mauvaise monnaie, mais il va en proposer une explication qui va au-delà de la simple reconnaissance d’un phénomène lié à la seule psychologie monétaire des individus. La crise politico-économique et la mauvaise gestion des finances publiques sont les vrais responsables de la fuite et de la disparition des métaux précieux, remplacés par une prolifération de monnaies de cuivre de mauvais aloi que nul ne désirait. L’explication d’Al-Maqrîzî dépasse donc la simple dimension monétaire. Al-Maqrîzî propose une première expression de la théorie quantitative de la monnaie en reliant les prix à la circulation monétaire, faisant de lui un lointain précurseur de Jean Bodin, et même de Monsieur de Malestroit. Son analyse va même beaucoup plus loin, puisqu’il s’intéresse également aux effets de l’inflation : inégalités sociales et régression économique. Avant lui, Ibn Taymiya pointait aussi du doigt la désorganisation du commerce liée à la multiplication des pièces altérées et à l’inflation. De même, Al-Tilimsani observait les trois phénomènes suivant, qu’il relie parfaitement : 1) l’intense circulation des monnaies altérées a évincé la bonne monnaie d’or ou d’argent ; 2) cette grande quantité de mauvaise monnaie provoque l’inflation ; 3) l’inflation finit par appauvrir ses victimes si on n’y prend garde. Ibn Khaldûn, quant à lui, craint tout autant l’inflation que la déflation pour leurs effets négatifs sur l’activité économique, mais n’apporte pas vraiment d’éléments novateurs sur la relation monnaie-prix.

## Renaissance et époque moderne
L'époque « moderne » de la Renaissance marque une période de changement radical des mentalités et de vision du monde, dû - entre autres - à l'apparition de l'imprimerie et aux grandes découvertes. De ce point de vue, le nouveau monde qui s'ouvre offre tout à coup des perspectives sur le plan économique.
Les guerres de religion à la suite de la Réforme font émerger l'idée du libre-échange qui sera formulée plus tard par Hugo de Groot (Grotius)[réf. nécessaire].

### Réforme protestante
La Réforme protestante de Luther se construit ainsi autour d'une réaction contre le système des indulgences.
Parmi les réformateurs protestants, Jean Calvin défend le prêt à intérêt, en préconisant un taux modéré de 5 %. Le crédit peut ainsi se développer dans les villes protestantes.
La Réforme protestante se développe donc dans ce climat de changement de mentalité, dans lequel le travail prend davantage de valeur par rapport au commerce pur. C’est la célèbre thèse de Max Weber (L’éthique protestante et l’esprit du capitalisme, 1905). Elle explique qu’avec la Réforme, le travail devient une nouvelle vertu : auparavant destiné à la seule survie, il devient l’origine de la richesse et de son accumulation qui, selon la logique protestante de la prédestination, serait un signe d’« élection divine ». Le travail et la richesse qu’il produit concourent à la gloire de Dieu ; le temps est précieux et l’épargne devient une vertu. La pensée protestante transmettrait aussi selon lui l’éthique du métier, mais assurerait surtout une rationalité plus grande que celle permise par la pensée catholique. Ce faisant, elle lève de nombreux obstacles moraux à l’activité économique.
En 1516, Thomas More fait une première critique des conséquences sociales de la naissance de ce nouveau système économique, que marquait le mouvement des enclosures en Angleterre en décrivant dans Utopia une société imaginaire ou règnerait un régime de communautaire, sans aucune monnaie. Les échanges y étaient régis par un système de troc. Toutefois, on ne peut considérer Utopia comme un traité d'économie, et encore moins réduire la pensée de Thomas More à ce seul ouvrage : Thomas More n'était pas un économiste, mais plutôt un juriste, un homme politique, et un théologien (voir l'œuvre complet dans l'article Thomas More).

### École de Salamanque
Au début des Temps modernes, les théologiens et juristes de l'École de Salamanque réfléchirent à de nombreux aspects de la vie économique, qu'ils considéraient au contraire des protestants comme nécessairement attachés à la morale chrétienne. Cela ne signifie pas pour autant que ces membres ne prirent pas des positions inédites et parfois contraires aux anciennes doctrines chrétiennes, comme le prouvent la validation de l'usure par Martín d'Azpilcueta et Lessius ou encore la défense du triple contrat par ce dernier.
De par leurs réflexions sur la moralité de l'économie et sur le respect du principe de justice commutative dans les relations contractuelles, les membres de l'École de Salamanque furent souvent confronté à la notion de valeur. C'est ainsi qu'en constatant l'effet de l'arrivée de métaux précieux depuis les Amériques, à savoir la baisse de la valeur de ceux-ci et la montée des prix, Martín d'Azpilcueta émit l'idée d'une valeur-pénurie, première formulation d'une théorie quantitative de la monnaie.
Le juste prix d'un bien, celui qui permettra de respecter la justice commutative, dépend de nombreux éléments : il dispose d'une certaine latitude car il est le résultat non de la volonté divine ou du travail nécessaire pour le produire, mais de la commune estimation des hommes (communis aestimatio hominum). Il n'est toutefois pas toujours le prix du marché, en ce que les autorités publiques doivent se montrer capables d'assurer le bien commun en gelant les prix, particulièrement pour les biens de première nécessité ou dans les situations de monopoles.
L'idée d'une intervention de l'autorité de l'économie, surnommé arbitrisme, ne fut toutefois pas jugée opportune par tous les membres de l'École de Salamanque. Si certains comme Domingo de Soto et Tomás de Mercado approuvent cette politique et déclarent que le prince est plus digne de confiance que le marchand désireux de profits, d'autres comme Luis de Molina, Leonardus Lessius et Juan de Lugo l'estiment malvenue en craignant la corruption et le favoritisme qui pourraient en découler.

### Autres Réformateurs précurseurs de l'économie moderne
Ces précurseurs contribuent à émanciper la pensée économique des réflexions scolastiques. Avec eux l'économie devient une branche distincte de la philosophie et de la théologie. Les penseurs en économie ne sont plus issus de l'Église ni des milieux politiques. Ils ouvrent la voie aux idées d'abord mercantilistes puis physiocratiques qui seront successivement, chacune à leur manière, les principaux contributeurs à l'autonomisation progressive de l'économie comme discipline.
- Nicolas Copernic, plus connu pour ses travaux d'astronomie, est un économiste important. Il a publié plusieurs essais économiques[27],[28].
- Richard Cantillon (1680-1704), économiste irlandais vit à Paris. Il annonce la phase scientifique de l'économie politique par la publication en 1755 d'un magistral Essai sur la nature du commerce en général dans lequel il est le premier à présenter une vue cohérente des phénomènes économiques[29] et des intuitions remarquables sur le revenu minimum, le rôle de la monnaie et de l'intérêt. Il analyse avec pénétration - avant Jean-Baptiste Say- la fonction de l'entrepreneur : Celui-ci effectue des paiements certains aux facteurs de production et vend à des prix incertains, assumant ainsi les risques de production[30]. Il définit pour la première fois les circuits économiques globaux : Schumpeter[31] lui attribue la paternité du « Tableau Économique » dont Quesnay va donner une formulation plus précise. Outre François Quesnay, il inspire les physiocrates[32], ainsi qu'Adam Smith : Richard Cantillon est en effet l'un des rares auteurs économistes à être cité par ce dernier dans son traité[33], publié en 1776.

### Mercantilisme (1450-1750)

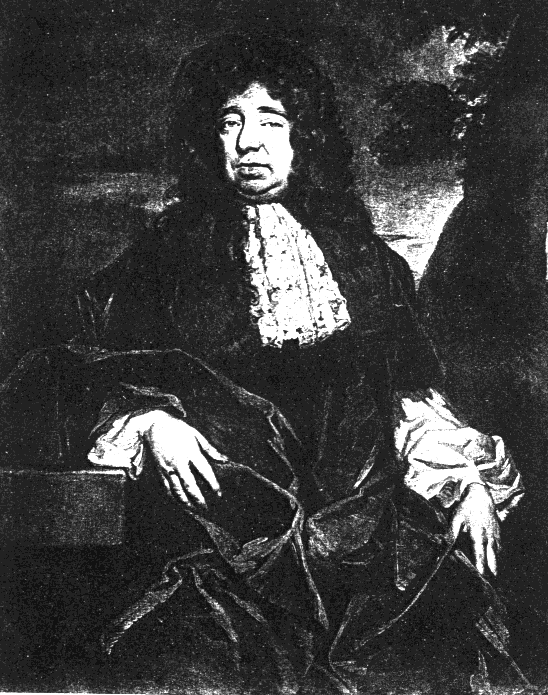
William Petty

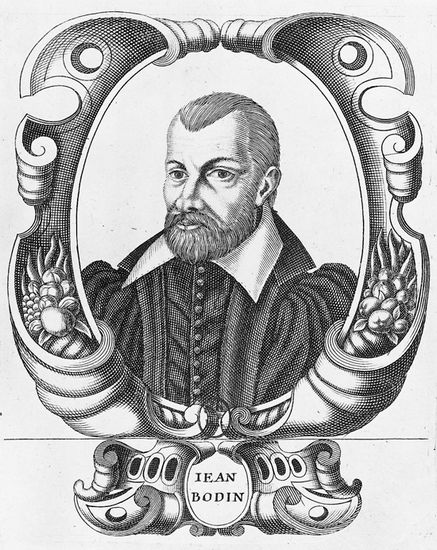
Jean Bodin (1529-1596)

Jusqu'au Moyen Âge, les questions économiques sont traitées sous l'angle de la religion et les théologiens sont les principaux penseurs des questions économiques. À partir des XVe et XVIe siècles, un tournant majeur est amorcé par les marchands et les conseillers des princes. Dans Le Prince (1513), Nicolas Machiavel explique que « dans un gouvernement bien organisé, l'État doit être riche et les citoyens pauvres ».
Sur le fond et d'un point de vue plus économique, le premier écrit qui contribue fortement au débat paraît en 1615, sous la plume d'Antoine de Montchrestien : son Traité d'économie politique utilise pour la première fois l'expression d'économie politique.
Avec lui, le Français Jean Bodin, l'Espagnol Luis Ortiz et l'Anglais William Petty préparent l'avènement des idées mercantilistes qui occupent le devant de la scène durant la période allant de 1450 jusque vers 1750.
Le terme "mercantilisme" a été donné par le marquis de Mirabeau à partir du latin mercari qui signifie faire du commerce, et merx, qui peut se traduire par marchandise.
Ce mouvement naît dans une période qui se caractérise par la rencontre de deux tendances particulièrement favorables au changement : d'une part l'essor du « capitalisme commercial », encouragé par la multiplication des transports, les grandes découvertes ; d'autre part l'émergence de la notion d'État et des monarchies absolues en France et en Espagne entre le XVIe siècle et le milieu du XVIIIe siècle qui doivent tout faire pour s'imposer sur deux fronts : front extérieur face aux puissances étrangères (pouvoir papal et pouvoirs rivaux en Europe), front intérieur pour unifier la population et le territoire.
Dans ce contexte, les penseurs mercantilistes prônent le développement économique par l'enrichissement des nations au moyen du commerce extérieur qui permet de dégager un excédent de la balance commerciale grâce à l'investissement dans des activités économiques à rendement croissant, comme l'avait identifié l'économiste italien Antonio Serra dès 1613.
L'État tient un rôle primordial dans le développement de la richesse nationale, en adoptant des politiques protectionnistes établissant notamment des barrières tarifaires et encourageant les exportations. Le mercantilisme est protectionniste à l'extérieur mais vise à l'unification et au renforcement du marché national.
Il est essentiel de développer le commerce pour que la nation s’enrichisse. De même, ils avancent que le commerce international peut lui aussi participer à cet enrichissement ; il faut développer les exportations et protéger le marché intérieur contre la concurrence étrangère.
Cette doctrine économique connaît son apogée du XVIe siècle au XVIIIe siècle, propagée par une littérature prolifique de pamphlets de commerçants ou d'États. Elle estime que la richesse d'une nation dépend de l'importance de sa population et de l'accumulation d'or et d'argent. Les nations qui n'ont pas accès aux mines peuvent obtenir l'or et l'argent en favorisant leur outil productif et en stimulant leurs exportations. Pour ce faire ils vont à la fois limiter les importations de produits finis et pousser aux importations de matières premières destinées à être manufacturées et exportées avec profit,.
Le mercantilisme comprend plusieurs écoles de pensée :
- le bullionisme (ou « mercantilisme portugais ou espagnol ») qui préconise l'accumulation de métaux précieux ;
- le colbertisme (ou « mercantilisme industriel français ») qui est tourné pour sa part vers l'industrialisation et dont Jean-Baptiste Colbert est la figure de proue, Jean-Baptiste Colbert, la grande figure du mercantilisme en France ;

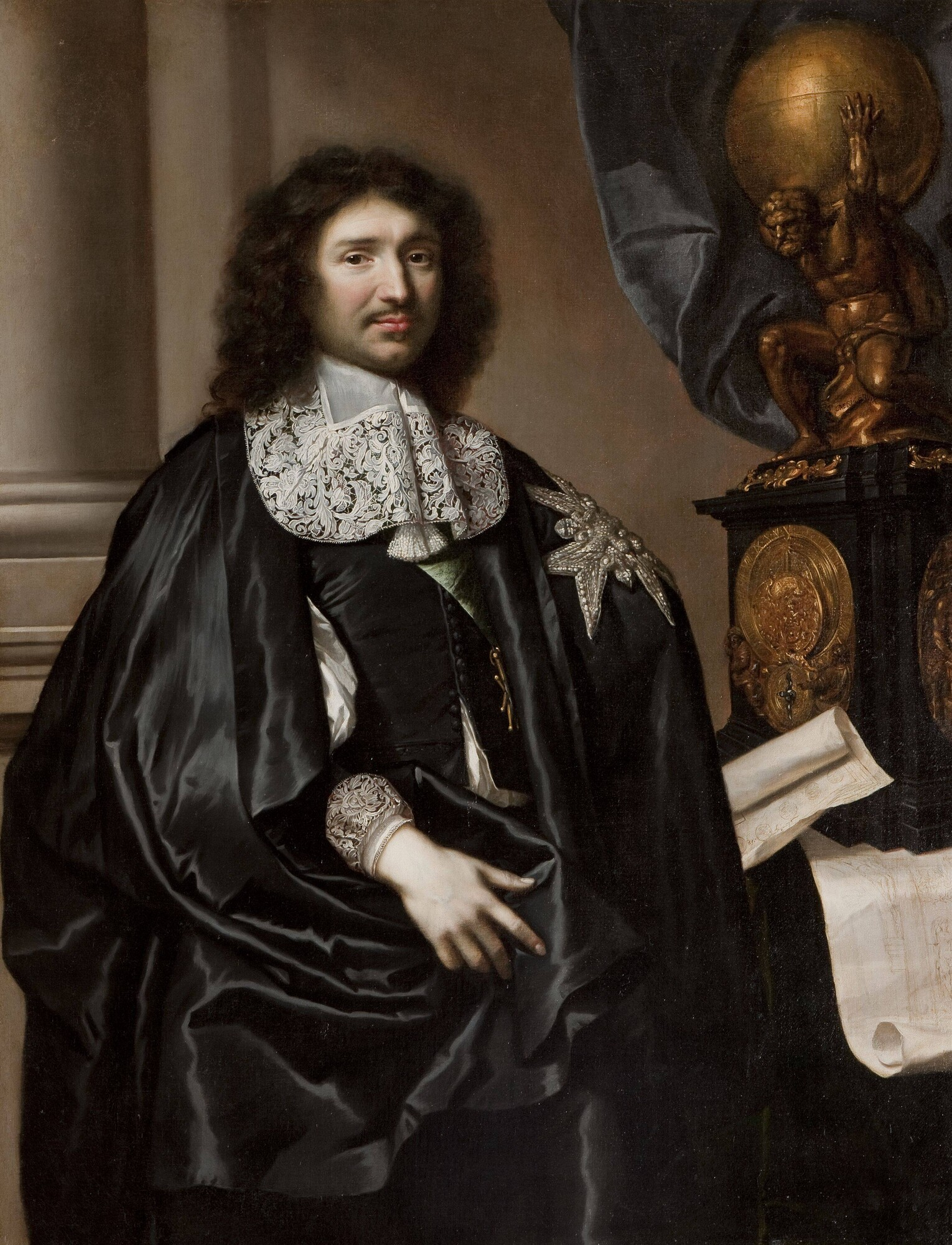
Jean-Baptiste Colbert, la grande figure du mercantilisme en France

- le commercialisme (ou « mercantilisme britannique ») qui voit dans le commerce extérieur la source de la richesse d'un pays ;
- le caméralisme allemand qui se considère comme une science des choses de l'État)[39].

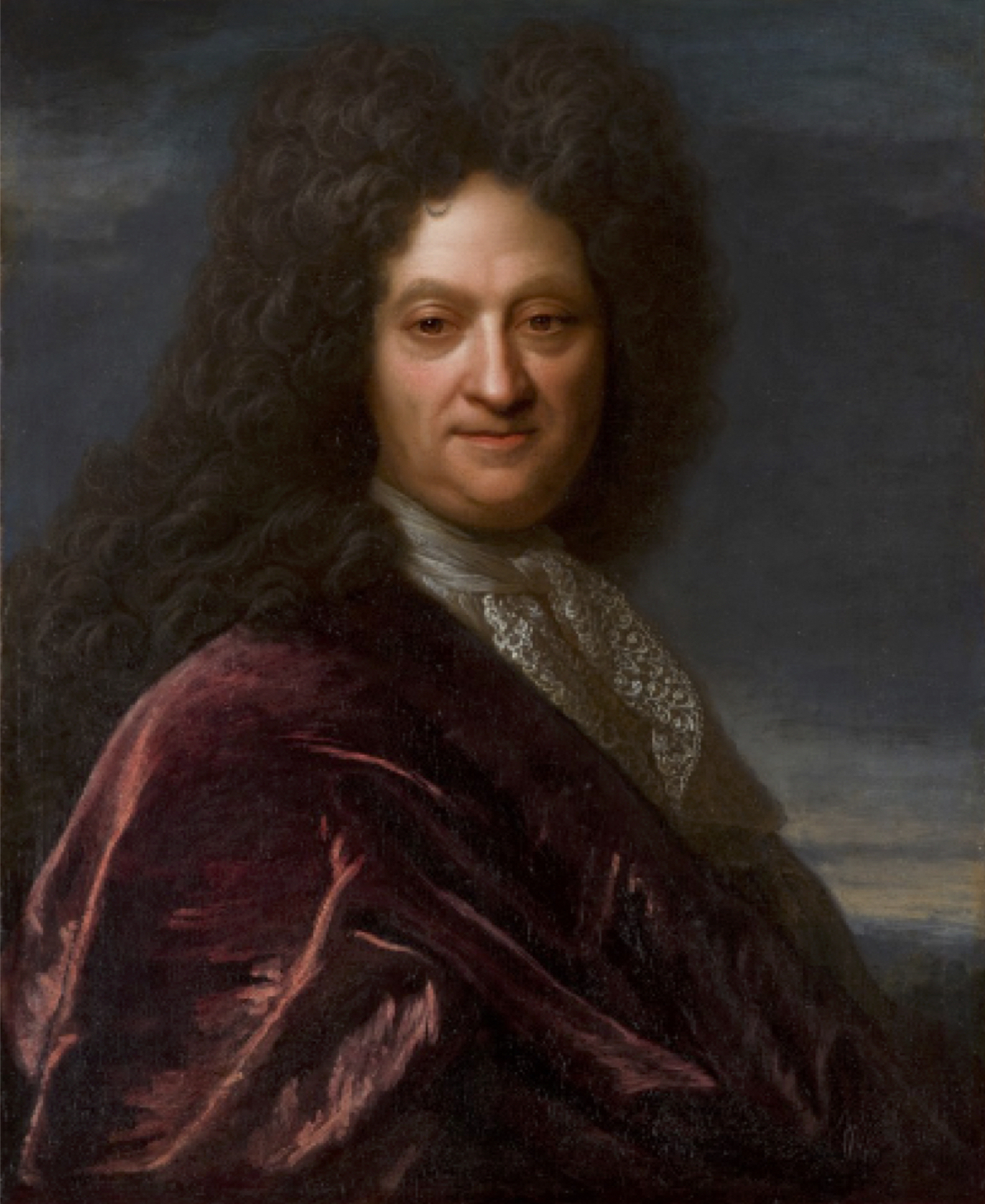
Pierre Le Pesant de Boisguilbert (1646-1714) publie Le Détail de la France, la cause de la diminution de ses biens et la facilité du remède en fournissant en un mois tout l’argent dont le Roi a besoin et enrichissant tout le monde en 1712.

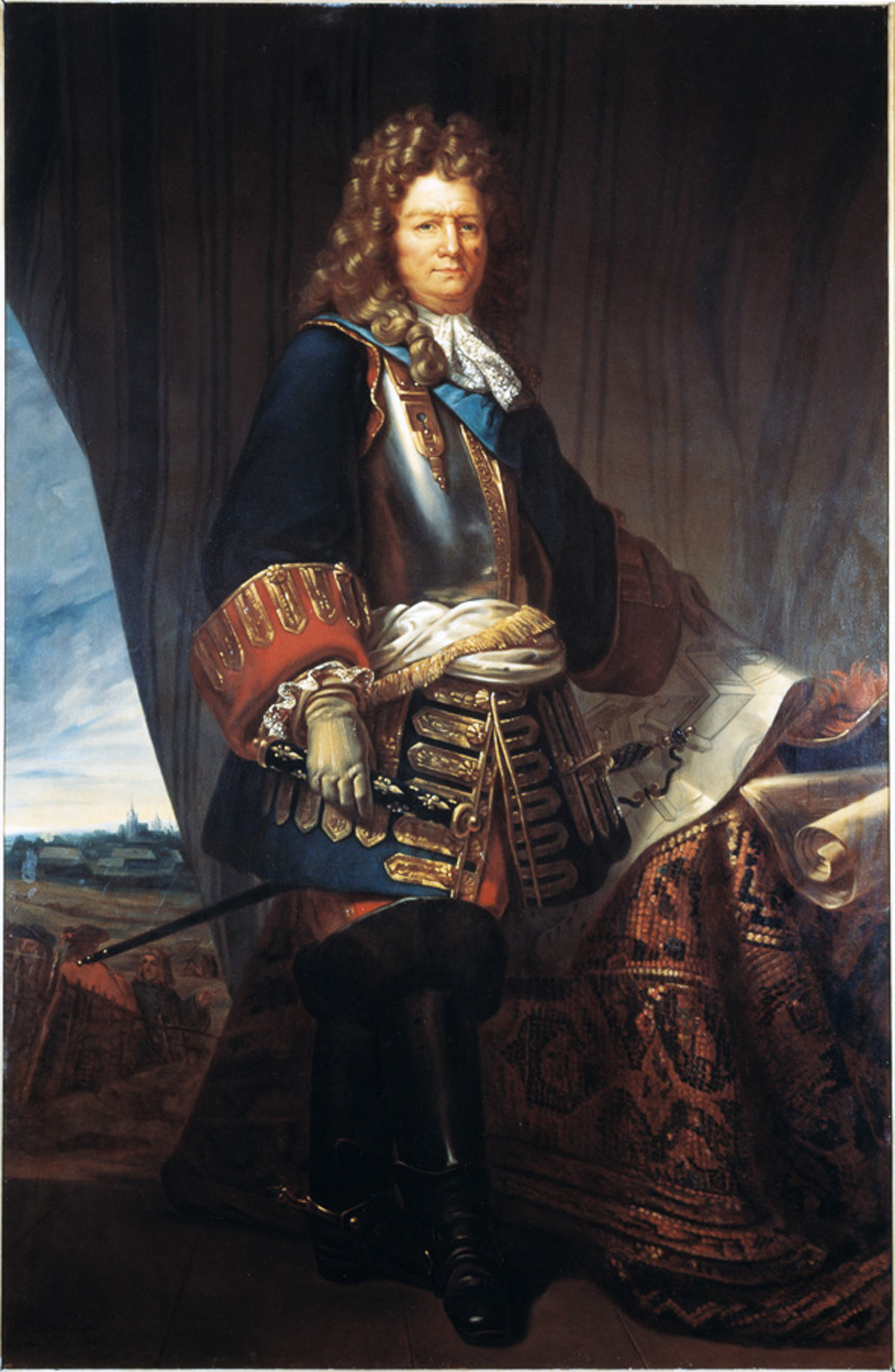
Dans son Projet de la dîme royale (1707), Vauban (1663-1707) propose de remplacer toutes les taxes existantes par un impôt unique de 1/10 prélevé sur la terre.

David Hume et Adam Smith vont plus tard critiquer les mercantilistes pour leur intérêt marqué pour la monnaie et la balance commerciale. Mais en réalité les mercantilistes ne s'intéressent pas uniquement à l'amélioration de la trésorerie de l'État. William Petty par exemple développe les premières réflexions sur des thèmes modernes comme celui de la masse monétaire, de la vitesse de circulation de la monnaie, ou sur l'intérêt du plein emploi pour la richesse de tous.
Au total, la théorie élaborée par les mercantilistes n'est pas le fruit d'un chrysohédonisme simpliste (le fait de placer le bonheur au sein de l'or). Il est exact qu'elle préconise d'une part l'enrichissement de la nation par l'accumulation de métaux précieux (comme l'or et l'argent sont source de la richesse), ce qui implique la constitution active d'un excédent commercial. Mais d'autre part, elle prend pour objectif le renforcement de la puissance de l'État, personnifié par le monarque absolu.
On doit aux mercantilistes (et notamment à William Petty) le développement et l'utilisation des statistiques et des méthodes empiriques en économie. Celles-ci dérivent de leur souci de surveiller la balance commerciale et les flux de métaux précieux.

## XVIIIeetXIXesiècles

### Prémices philosophiques
Dans la Fable des abeilles (1714), Bernard de Mandeville (1670-1733) défend l'idée que la richesse économique collective découle des vices privés, en particulier de la consommation de biens de luxe condamné par les mercantilistes ou les physiocrates comme un gâchis. Son analyse fait de la consommation une action tout aussi utile que l'épargne et annonce les thèses futures de John Maynard Keynes. Par d'autres aspects, elle préfigure le libéralisme économique et, selon Friedrich Hayek, l'« ordre spontané ».
Montesquieu est salué par Keynes pour avoir compris le premier le rôle des taux d’intérêt comme instrument de la création monétaire dans De l’esprit des lois (1748), même si, avant lui, Jean-François Melon et surtout, Nicolas Dutot, dans ses Réflexions politiques sur les finances et le commerce (1738), ont en partie déjà fondé leurs analyses sur l'influence monétaire des taux d'intérêt. Dans cette œuvre, Montesquieu voit aussi le commerce comme source d'adoucissement des mœurs et de paix entre les nations au contraire des mercantilistes qui en faisaient le « nerf de la guerre ».
Jean-Jacques Rousseau décrit quant à lui le processus social de l’appropriation des terres, fondement de l’inégalité parmi les hommes et origine du Droit et de la société civile.
L'écossais David Hume apporte la première contribution majeure à la théorie du libre-échange en tentant de démontrer que les déséquilibres commerciaux sont naturellement corrigés par des mécanismes monétaires.

### Physiocrates

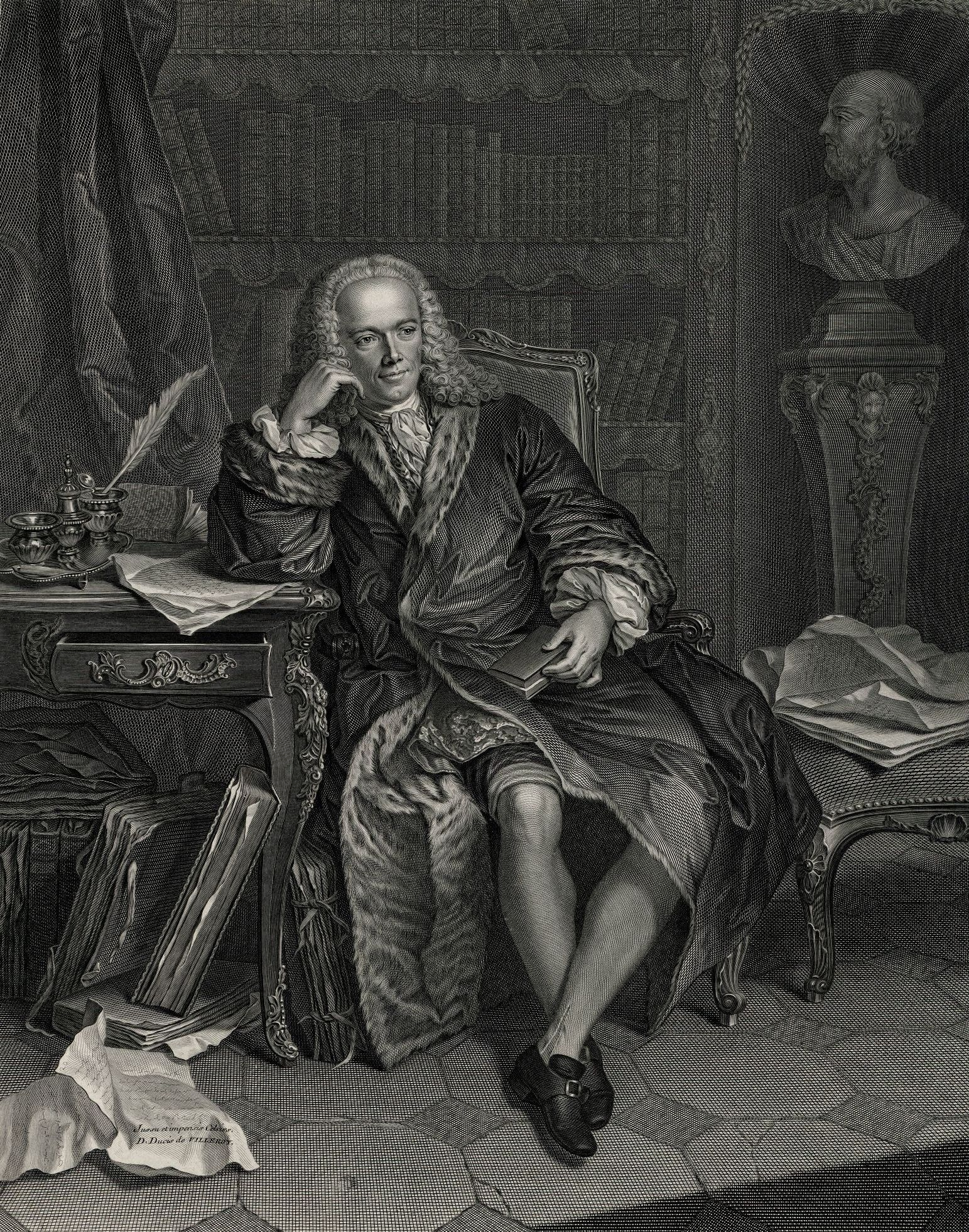
François Quesnay

Le fondateur et chef de file de cette école est François Quesnay. En 1759, il publie le Tableau économique où il représente la circulation des richesses dans l'économie. L'ouvrage s'inspire de la théorie des cycles de François Véron Duverger de Forbonnais et du « zig-zag » élaboré sous la direction de Vincent de Gournay et Richard Cantillon. Ces travaux anticipent ceux d'Adam Smith : ils s'intéressent à la création de la richesse, mais aussi et surtout à sa répartition via des diagrammes de flux et de stocks représentant de manière très élaborée le fonctionnement de l'économie.
Le terme « Physiocratie » ou « gouvernement par la nature » (issu du grec « phusis » la nature et « kratein » commander) a été forgé par Pierre Samuel du Pont de Nemours. C'est une école de pensée économique et politique née en France vers 1750, qui connaît son apogée au cours de la seconde moitié du XVIIIe siècle.
En opposition aux idées mercantilistes, les physiocrates considèrent que la richesse d'un pays consiste en la richesse de tous ses habitants et non pas seulement en celle de l'État. Cette richesse est formée de tous les biens qui satisfont un besoin et non de métaux précieux qu'il faudrait thésauriser. La richesse doit être produite par le travail.
François Quesnay fait reposer la source de la richesse non plus sur le travail, mais sur la capacité « miraculeuse » de la terre à produire de la nourriture à chaque printemps. Il arrive ainsi à se concilier les bonnes grâces des rentiers terriens tout en proposant un nouveau système prenant en compte autant que se peut les idées nouvelles et permettant de dépasser le mercantilisme (et le colbertisme) sans révolutionner la société.
Pour les physiocrates, la seule activité réellement productive est l'agriculture. La terre multiplie les biens : une graine semée produit plusieurs graines. Finalement, la terre laisse un produit net ou surplus. L’agriculture est donc la seule activité apte à dégager un surplus, ou produit net. À l’inverse, l’industrie et le commerce sont considérés comme stériles car ils se contentent de transformer les matières premières produites par l’agriculture, sans générer de surplus.

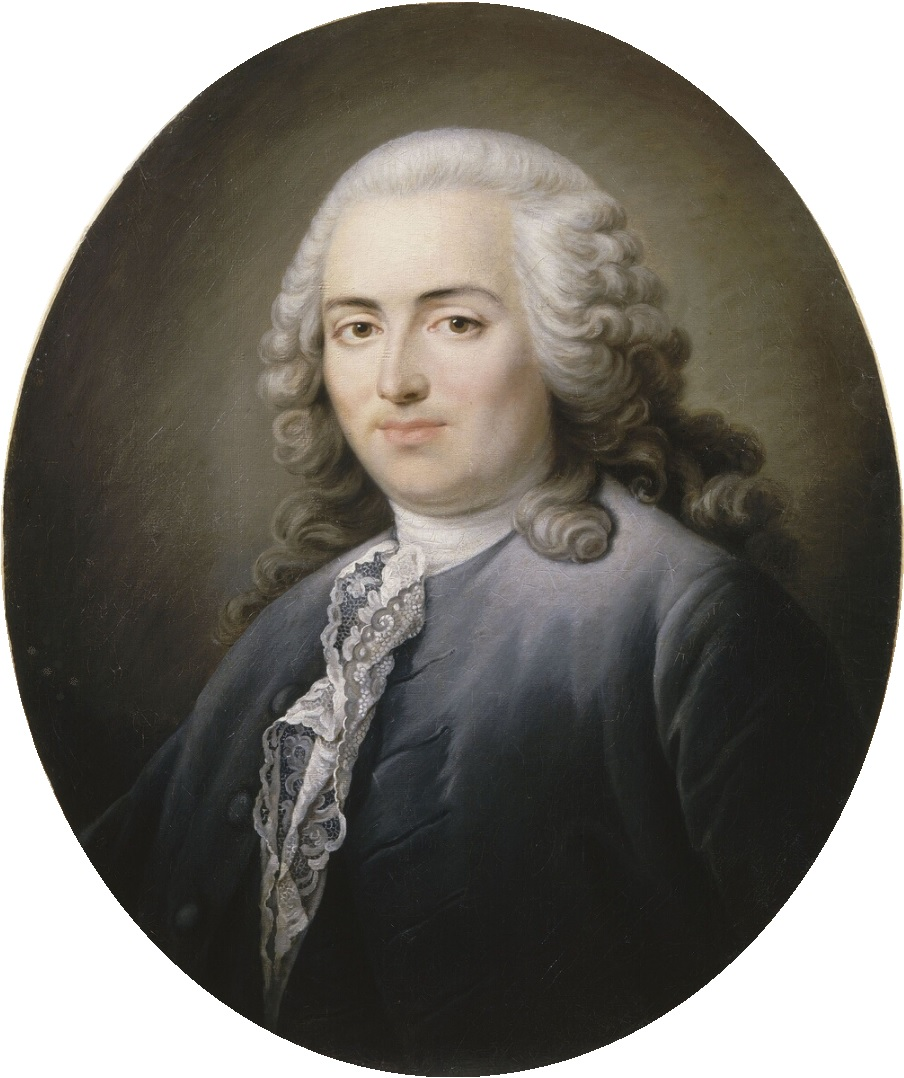
Anne Robert Jacques Turgot (1727-1781) est l'auteur de (1766)

Vincent de Gournay et Turgot, souvent assimilés à l'école physiocratique, pensent au contraire que les manufactures et le commerce sont générateurs de richesses. Ils ne doivent donc pas être comptés parmi les physiocrates même si ces derniers leur ont fait beaucoup d'emprunts[réf. nécessaire].
Dans la controverse sur le commerce des grains qui marque le milieu du XVIIIe siècle, les Physiocrates prennent parti contre les restrictions gouvernementales au commerce des blés (qui sont à l'époque la base de l'alimentation). Plus généralement, ils affirment que la meilleure façon de maximiser la richesse de tous est de laisser chacun agir à sa guise selon ses moyens et mettent ainsi au premier plan la liberté du commerce comme principe de politique économique.
Vincent de Gournay a popularisé la fameuse phrase « Laissez faire les hommes, laissez passer les marchandises », probablement due au Marquis d'Argenson, et qui passera à la postérité.

### Classiques

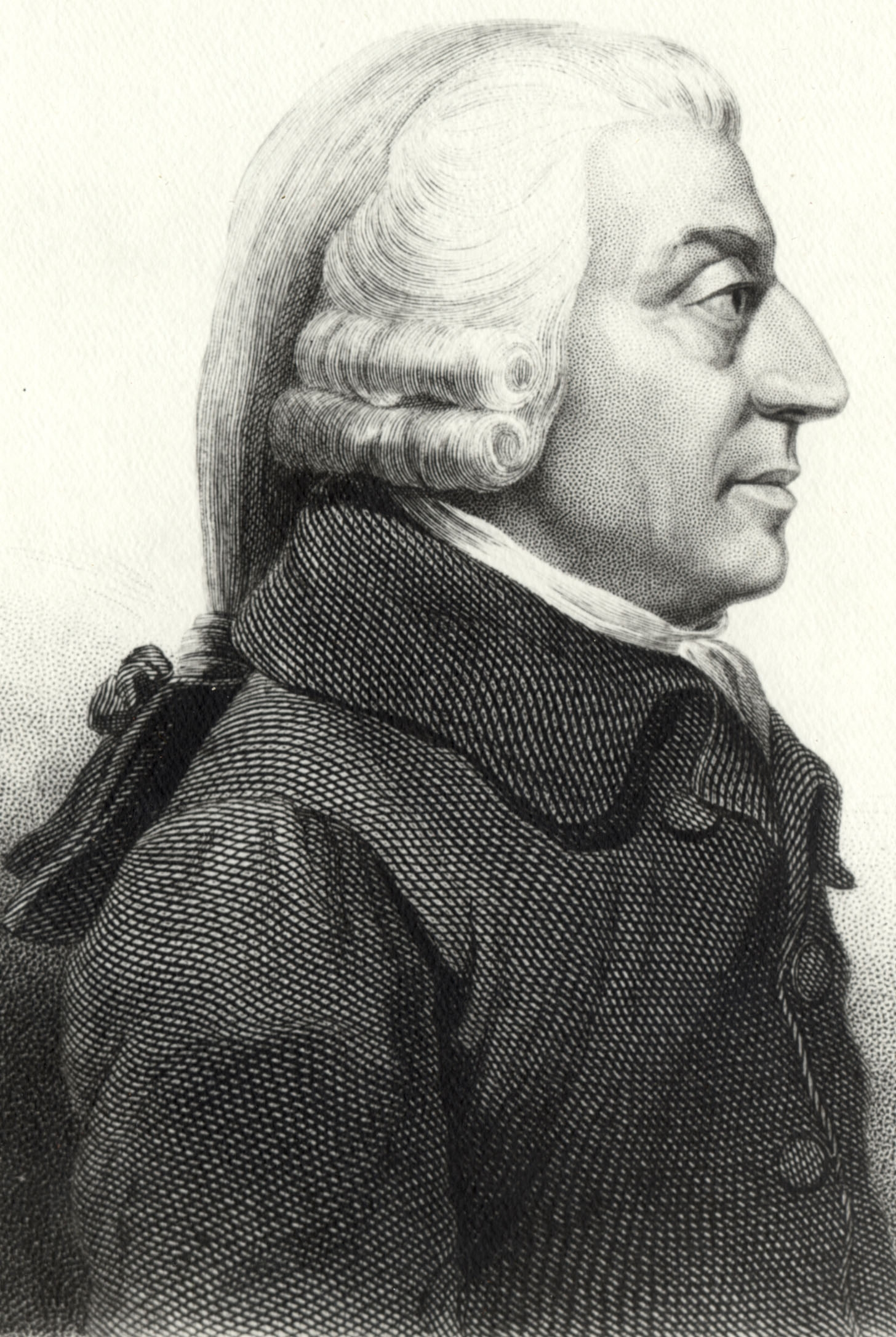
Adam Smith (1723 - 1790, est considéré par beaucoup comme un des fondateurs de la pensée économique moderne.

L'école classique marque vraiment l'avènement de l'économie moderne. La période classique commence avec le traité d’Adam Smith sur la Richesse des Nations en 1776 et se termine avec la publication en 1848 des Principes de John Stuart Mill. Cette pensée est historiquement développée en Grande-Bretagne et en France. C'est Karl Marx qui invente le terme classique en opposant les économistes classiques aux économistes vulgaires. Les classiques étant ceux qui ont cherché à déterminer l'origine de la valeur. John Maynard Keynes adopte une vision plus large lorsqu'il fait référence aux classiques car il étend cette école jusqu'aux travaux d'Arthur Pigou (1930). Pour lui, l'ensemble des économistes qui adhèrent à la loi de Say font partie de l'école classique.
Pour Adam Smith, la richesse découle du travail de l'homme. En cela, il s'oppose aux physiocrates qui considéraient que seule la terre produit de la richesse et reprend les thèses de William Petty et de Condillac. Smith explique aussi le mécanisme de la main invisible et l'équilibre du marché.

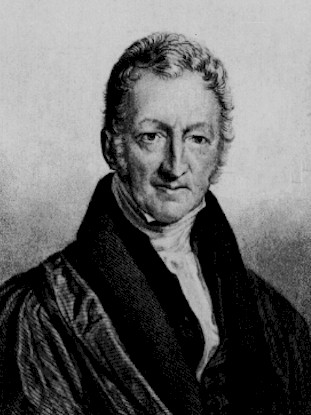
Thomas Malthus (1766-1836)

À l'inverse de l'optimisme de Smith, Thomas Malthus développe dans son ouvrage Essai sur le principe de population (1798) l'idée que l'humanité est vouée à la misère puisque les ressources disponibles augmentent de manière arithmétique alors que la population croît de manière géométrique.

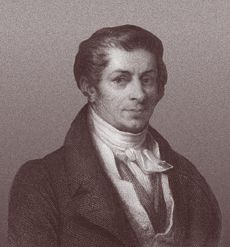
Jean-Baptiste Say (1767-1832) est considéré comme le chef de file des économistes classiques français.

Dans son Traité d'économie politique, Jean-Baptiste Say énonce la loi des débouchés, aussi appelée « Loi de Say », selon laquelle l'offre crée sa propre demande.

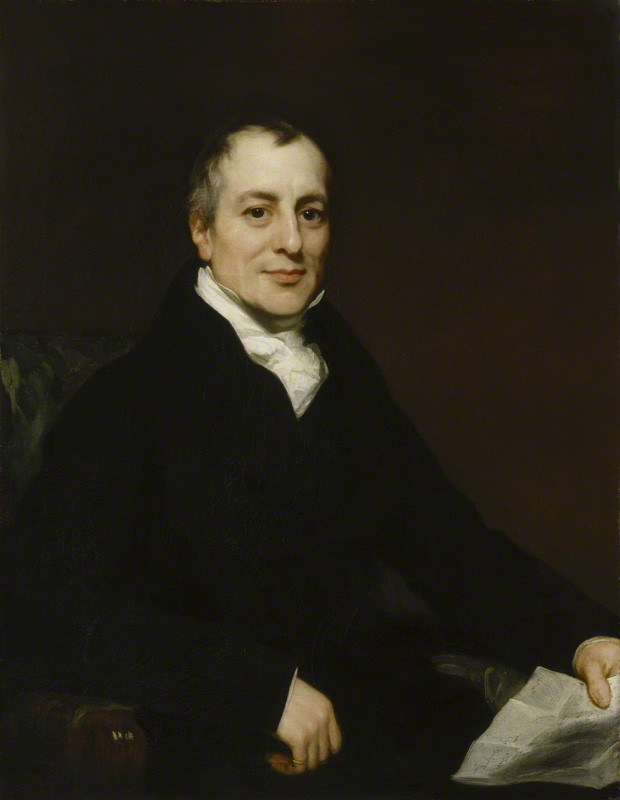
David Ricardo (1772 - 1823)

Dans Des principes de l'économie politique et de l'impôt (1817), David Ricardo propose la présentation la plus aboutie de la théorie de la valeur chez les classiques et énonce la base de la théorie du libre-échange via la loi des avantages comparatifs.

### Prémices du socialisme, utopies, industrialisme
Les classiques et leurs analyses sont rapidement critiqués.

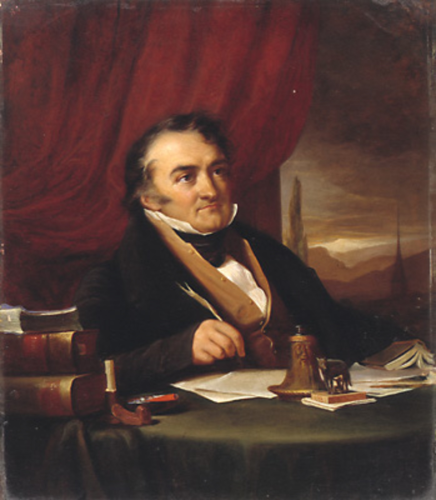
Jean de Sismondi (1773-1842)

En 1819, l'historien et économiste suisse Jean de Sismondi (1773-1842) publie ses Nouveaux principes d’économie politique ou de la Richesse dans ses rapports avec la population où il pointe les conséquences sociales de l'industrialisation visibles dans l’Angleterre de son époque : chômage, inégalité, paupérisation… dénonçant un libéralisme qui se construit en procurant des droits aux entrepreneurs et imposant des obligations aux ouvriers. Il développe une pensée hétérodoxe en affirmant la prééminence du bonheur social sur la seule efficacité matérielle et rompt avec les analyses des classiques libéraux en contestant la loi de Say et en montrant la possibilité de déséquilibres globaux dans l'économie.
L'époque est aussi celle de l’émergence de la pensée socialiste. Les socialistes utopiques dénoncent le chaos industriel. L'un d'eux, Charles Fourier (1772-1837), rêve de mettre en place des phalanstères, communauté de 1620 personnes sélectionnées pour leurs caractères et leurs aptitudes complémentaires afin que la communauté soit au mieux organisée et puisse prospérer.
Toujours en France, Claude-Henri de Rouvroy de Saint-Simon (1760-1825) souhaite, avec son premier secrétaire Augustin Thierry, réorganiser la société européenne (1814) et promeut pour cela le progressisme industriel, avec son nouveau secrétaire Auguste Comte, à travers ce qu'il appelle, dans le Catéchisme des industriels (1824), l'« industrialisme ». L’objectif est l’amélioration des conditions de la classe laborieuse. Après sa mort, quelques disciples, dont le polytechnicien Prosper Enfantin, fondent le journal Le Producteur, dont le premier numéro (1er octobre 1825) affiche le but suivant : « Il s'agit de développer et de répandre les principes d'une philosophie nouvelle. Cette philosophie, basée sur une nouvelle conception de la nature humaine, reconnaît que la destination de l'espèce, sur ce globe, est d'exploiter et de modifier à son plus grand avantage la nature extérieure ». Autour d'Enfantin, surnommé le « Père Enfantin », se forme ensuite une véritable « secte », vite dissoute, mais le mouvement perdure : c'est le saint-simonisme, très actif en France lors de la révolution industrielle.
Des industriels philanthropes comme le Britannique Robert Owen (1771-1858) théorisent et montent des usines modèles où est recherchée la hausse de la productivité par la réduction du temps de travail, où sont expérimentés les cours du soir, où les familles sont prises en charge et jouissent de nombreux agréments : écoles, jardins d’enfants, etc.
De son côté, Charles Brook Dupont-White énonce une critique radicale du capitalisme qui annonce celle du marxisme, et propose l'intervention de l'État comme régulateur du système.

### Karl Marx et le marxisme

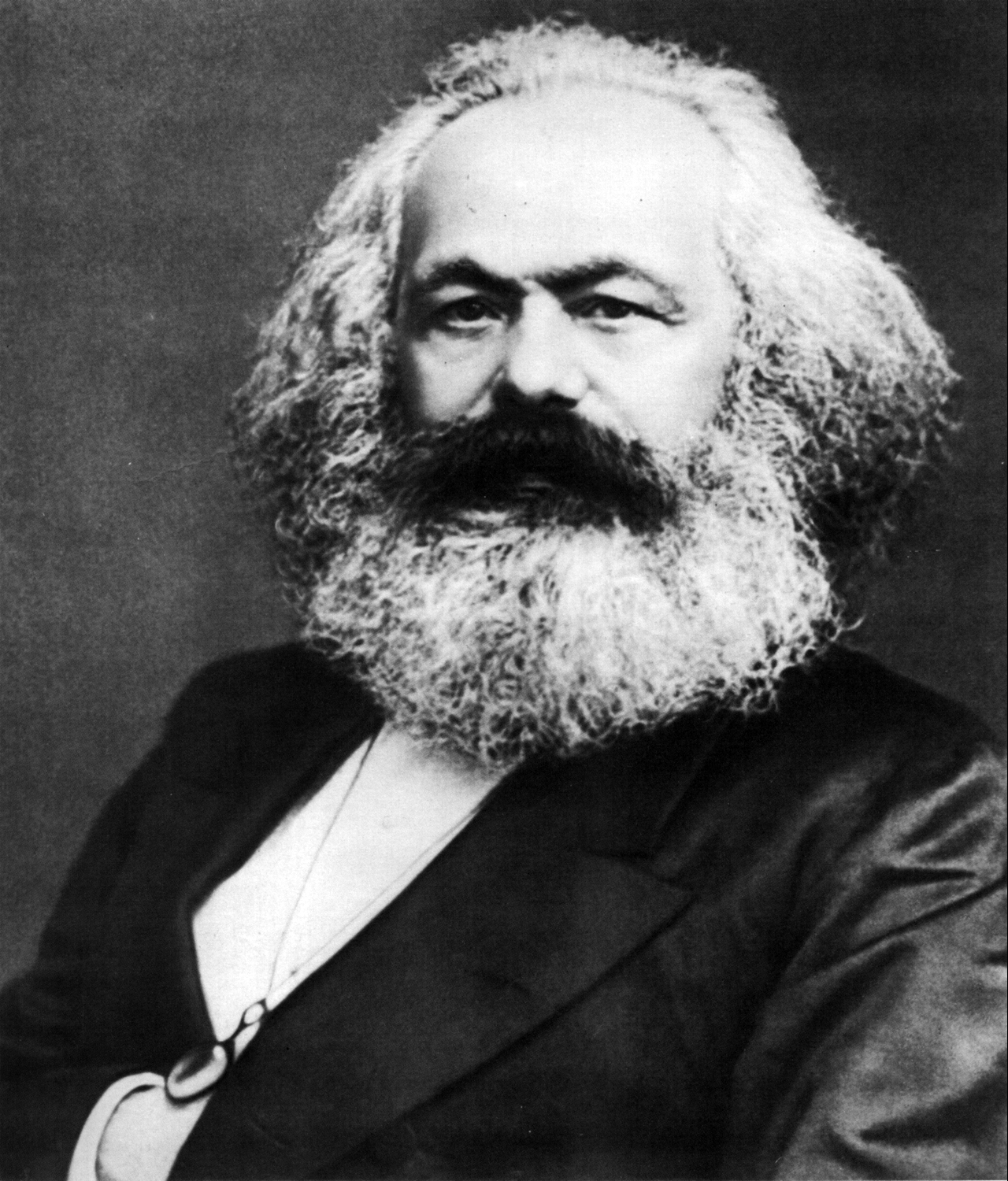
Karl Marx

Au début des années 1840, des universitaires de gauche critiquent les économistes classiques et se font traiter d'« hégéliens de gauche » car ils se réclament de l'analyse critique pensée par Georg Wilhelm Friedrich Hegel. Les plus célèbres penseurs issus de ce groupe sont Karl Marx et Friedrich Engels, qui écrivent ensemble ou séparément de nombreux ouvrages économiques, le plus célèbre étant Le Capital.
Selon Marx chaque société est marquée par une opposition centrale entre deux groupes sociaux qu’il nomme « les classes sociales ».
Il base son analyse autour de deux classes sociales : les bourgeois et les prolétaires. La bourgeoisie est caractérisée par la possession des moyens de production, le prolétariat, par la possession de la force de travail. Les bourgeois exploitent alors le prolétariat et ne paient pas à ces derniers un salaire équivalent à la richesse qu’ils ont créée par leur travail. Les bourgeois extorquent une plus-value qui est à l’origine d’un processus d’exploitation des prolétaires.

### Une critique du capitalisme
Pour Marx, le système capitaliste est voué à sa perte, au sens ou il est miné par des contradictions qui engendreront des crises récurrentes. En se basant sur une loi d’airain du capitalisme, il expliquera ce qu’il appelle alors : la baisse tendancielle du taux de profit.
En phase de croissance, les capitalistes accumulent du capital pour faire face à la demande et augmenter leur profits. Cela entraîne donc une substitution du facteur travail par le capital, alors que seul le premier est source de plus-value et est susceptible d’évoluer. Le taux de plus-value va donc logiquement diminuer. Il va alors résulter une multitude d’effet dont : l’augmentation du chômage, la baisse des salaires et des débouchés pour les entreprises, ainsi qu’ une baisse du taux de profit, menant à des faillites d’entreprises. L’économie est donc plongée dans la crise, et est accompagnée d’un processus de paupérisation de la population. Le résultat de cet engrenage n’est autre qu’une dé-accumulation du capital entraînant une hausse du taux de plus-value. Une nouvelle phase de croissance apparaît alors, avant une nouvelle crise due aux mêmes raisons que la première.
Sont notamment développées des théories de la valeur et de la valeur-travail, reprises aux classiques anglais (en particulier David Ricardo), mais aussi des notions originales comme la mise en évidence de l'importance de l'investisseur - apporteur de capital - dans le cycle « Argent ⇒ Marchandise ⇒ Argent », ainsi que le concept de plus-value.

### École historique
L'école historique (aussi qualifiée de courant de l'historicisme) apparaît en Allemagne dans les années 1840 en réaction à l'universalisme des classiques. Son précurseur Friedrich List (1789-1846) considère que l'instauration du libéralisme n'est conforme qu'à l'intérêt national anglais et que la supériorité de l'industrie britannique est telle que tous ne bénéficient également du libre échange. Il rejette par conséquent l'idée de « lois » économiques dissociées de leur contexte historique, social et institutionnel.
L'Allemagne est le pays où fleurit la pensée historiciste. Celle-ci trouve un large écho et contribue même à rendre ce pays plus ou moins imperméable - pendant la période allant de la fin du XIXe siècle jusqu'au début du XXe siècle - aux influences exercées par le courant marginaliste en Europe.
L'école historique allemande se forme dans les années 1840 avec les écrits de Bruno Hildebrand (1812-1878), Karl Knies (1821-1898) et surtout de Wilhelm Roscher (1817-1894). Par la suite, Gustav von Schmoller, Adolph Wagner, Werner Sombart et Max Weber entre autres contribuent à cette école.
L'école historique anglaise se développe parallèlement et indépendamment de sa consœur germanique. Bien que s'appuyant sur une importante tradition empiriste et inductiviste héritée de Bacon et de Hume, elle n'aura pas la même aura que cette dernière. Il faut néanmoins remarquer que durant la période de transition séparant la domination de l'économie classique ricardienne et l'émergence du marginalisme dans les années 1870, l'école historique anglaise constitue - pour un temps - l'orthodoxie de l'économie politique britannique. Ainsi, W.S. Jevons aura toutes les peines du monde à s'imposer dans le milieu académique.
Très influencée par les auteurs allemands, la version française de l'historicisme n'a qu'une portée limitée et une unité contestable : le rejet de l'école de Lausanne et de Léon Walras semblent en constituer le principal élément fédérateur. Ses principaux contributeurs sont Charles Gide (1847-1932) et François Simiand (1873-1935). Par contre, la recherche historique en France est profondément rénovée par l'important mouvement de l'École des Annales. L'un de ses héritiers particulièrement fécond dans le domaine de l'histoire économique sera l'historien Fernand Braudel.

### École néoclassique et révolution marginaliste
L'École néoclassique naît de la « révolution marginaliste » dans les années 1870. Elle se constitue à partir des travaux de Stanley Jevons (1835-1882), Carl Menger (1840-1921) et Léon Walras (1834-1910). D'où les trois écoles issues du marginalisme : l'école de Lausanne, avec Léon Walras et Vilfredo Pareto ; l'école de Vienne, avec Carl Menger et l'école de Cambridge, avec William Jevons et Alfred Marshall.

#### École de Vienne

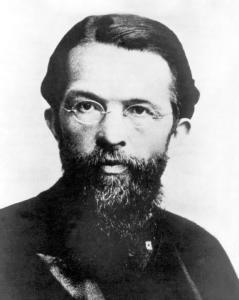
Carl Menger, 1840-1921, fondateur de l'école de Vienne.

Cette école est la première à utiliser l'utilité marginale comme déterminant de la valeur des biens et le calcul différentiel comme instrument principal de raisonnement. Elle se caractérise en particulier par une extrême mathématisation.

#### École de Lausanne

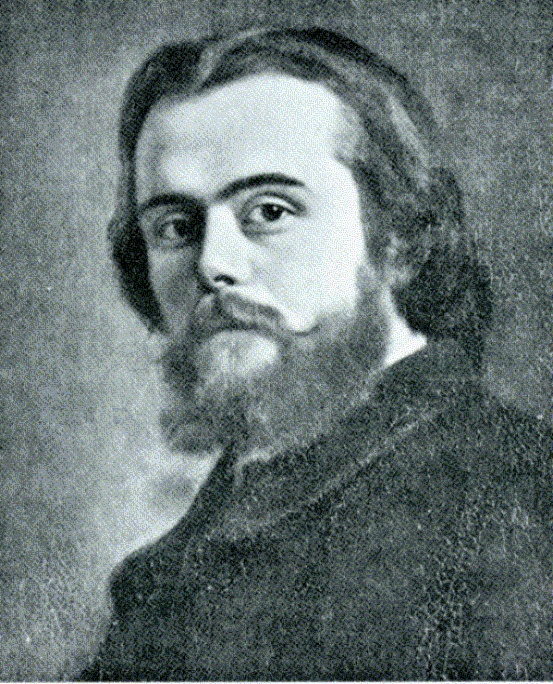
Léon Walras (1834-1910)

Léon Walras s'attache à bâtir un modèle descriptif de l'activité économique :
1. il reprend la méthodologie des travaux d'Augustin Cournot et Arsène Jules Dupuit (ingénieur des Ponts et Chaussées) qui appliquent les mathématiques à l'étude des prix (concurrence parfaite, duopole, monopole…)
2. il décrit un modèle idéal, montrant l'interdépendance générale des variables économiques,incluses dans des relations mathématiques.
3. il fournit une vision globale de l'économie, et le schéma le plus large d'une économie statique

Bien que Walras ne soit pas libéral, son œuvre contribue à renforcer les tenants du Libéralisme : Le modèle, représentatif d'une économie pure, et fonctionnant sous l'hypothèse de la concurrence parfaite (hypothèse à vrai dire idéale) est fréquemment invoqué par les libéraux pour démontrer et défendre la perfection du régime de concurrence (qui ne peut être en vérité un régime de fait).

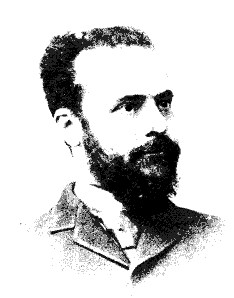
Vilfredo Pareto (1848-1923)

#### École de Cambridge

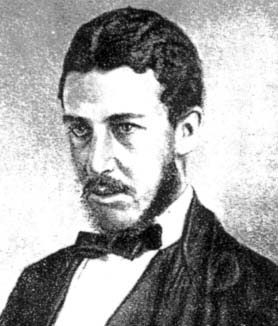
William Stanley Jevons (1835-1882)

Professeur à Cambridge, Alfred Marshall (1842-1924) introduit en Grande Bretagne les travaux des écoles de Lausanne et de Vienne.

### Réaction et contestation du marginalisme

#### École autrichienne
L'École autrichienne d’économie, issue de Carl Menger, se distingue de l'école néoclassique en ce qu'elle rejette l'application à l'économie des méthodes employées par les sciences naturelles, et qu'elle s’intéresse aux relations causales entre les évènements plutôt qu'aux mécanismes d'équilibres. Outre Carl Menger, ses représentants les plus connus sont Ludwig von Mises et Friedrich Hayek.
La tradition autrichienne se rattache aux scolastiques espagnols du XVIe siècle (École de Salamanque), via les économistes classiques français.
Elle promeut le libéralisme non seulement en matière économique mais aussi et plus généralement dans le cadre politique et social. De ce point de vue Friedrich von Hayek et ses disciples en sont les représentants les plus actifs.
L’École autrichienne est très active dans le débat d'idée puisqu'elle s’est successivement opposée à l’École historique allemande (à la suite de la Methodenstreit) ; à Léon Walras et aux néoclassiques ; aux théories de la conception objective de la valeur et donc à Karl Marx et au socialisme ; et enfin à Keynes et aux macroéconomistes.
Ces controverses sont encore vivaces et mettent la tradition autrichienne en conflit avec presque toutes les autres écoles de la pensée économique contemporaine.

## XXesiècle

### Institutionnalisme

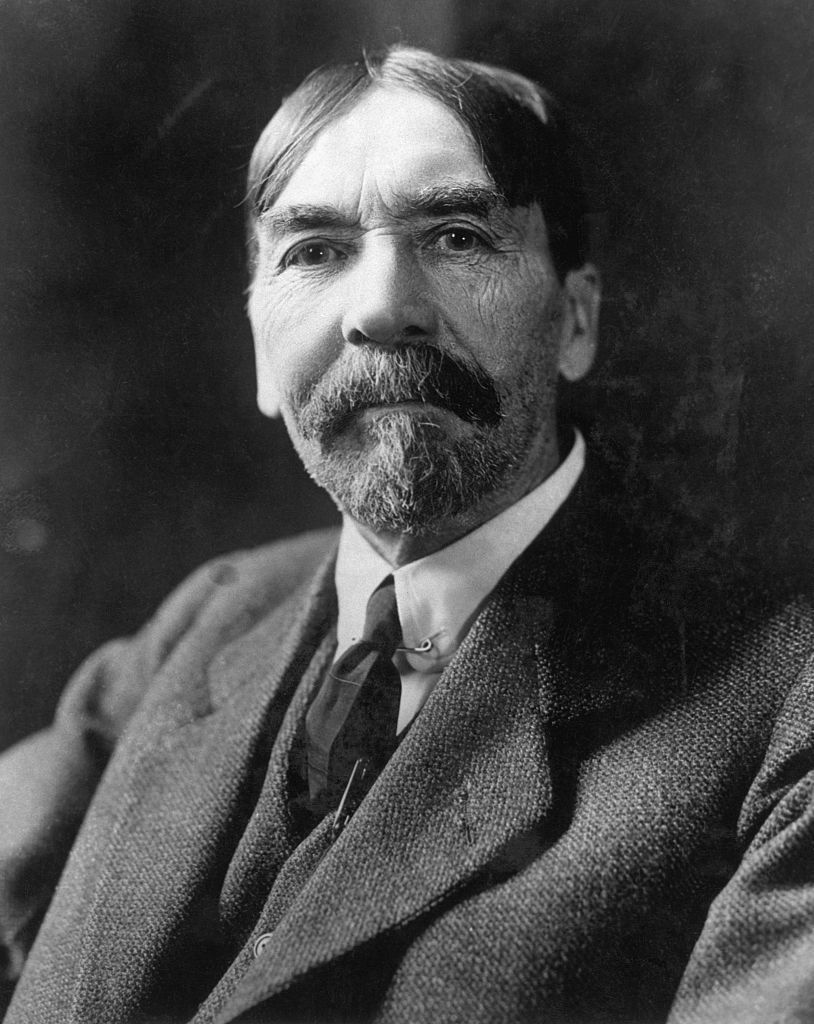
Thorstein Veblen

Thorstein Veblen publie en 1899 « Why is Economics not an Evolutionary Science? », le document fondateur de l'École institutionnaliste.
Il rejette de nombreux postulats de l'école néoclassique, comme l'hédonisme individuel justifiant la notion d'utilité marginale, ou l'existence d'un équilibre stable vers lequel l'économie converge naturellement.
L'École institutionnaliste comprend des héritages de l'École historique allemande. elle se développe principalement aux États-Unis, où ses représentants sont : Arthur R. Burns, Simon Kuznets, Robert Heilbroner, Gunnar Myrdal, John Kenneth Galbraith. Simon Kuznets est considéré comme l'un des contributeurs importants à la théorie de la croissance économique et comme l'un des « pères des comptes nationaux », et à ce titre comme l'inventeur d'un agrégat fameux : le produit intérieur brut (PIB).
Les idées sont reprises dans les années 1970 par l'école de la Nouvelle économie institutionnelle qui se situent dans la lignée de la pensée introduite par Ronald Coase.

### John-Maynard Keynes et la révolution keynésienne

#### Impact des idées keynésiennes

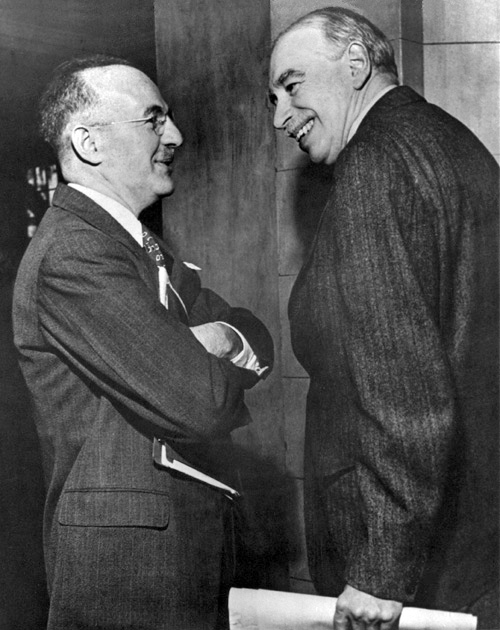
Harry Dexter White saluant John Maynard Keynes (à droite, 1946)

John Maynard Keynes, dans son œuvre Théorie Générale de l’emploi, de l’intérêt et de la monnaie publié en 1936, propose une nouvelle analyse de l’économie de marché en développant un nouveau courant de pensée représentatif des Trente Glorieuses (1945-1970) : le keynésianisme.
En opposition à l’approche microéconomique des néoclassiques, Keynes, lui, met en avant une approche macroéconomique en justifiant que « ce qui est vrai au niveau individuel, ne l’est pas forcément au niveau global ».
La crise de 1929 met en exergue la portée limitée des enseignements de la théorie néoclassique : Les théoriciens orthodoxes ne parviennent pas en effet à appréhender et analyser l'existence dans les années 1930 d'un phénomène de chômage massif. Sauf à invoquer la présence d'un chômage volontaire selon lequel, au taux de salaire fixé par le marché du travail, certains agents économiques ne préfèrent pas travailler. La négligence du chômage est pour John Maynard Keynes l'axe central de la critique qu'il adresse au parti conservateur :

« ce n'est pas accidentellement que le parti conservateur nous a mené dans le pétrin où nous sommes. C'est la conséquence normale de sa philosophie, selon laquelle “ il ne faut pas chercher à employer tout le monde car cela conduirait à l'inflation ”. »

Alors que l'existence d'au moins un équilibre général est l'unique résultat démontré par la théorie néoclassique, Keynes développe au contraire une théorie qualifiée de « générale », car elle rend compte non seulement des situations d'équilibre de sous-emploi, mais aussi de plein emploi et ce, pour toutes les forces de travail et de capital. Son approche théorique qualifiée d'hétérodoxe est considérée comme la première théorie macroéconomique, qui remet en question plusieurs des principes néoclassiques : la monnaie n'est pas un voile jeté sur les échanges ; le montant de l'épargne n'est pas déterminé sur le marché des capitaux ; la détermination du taux d'intérêt est monétaire et non réelle.
Keynes montre qu'une économie de marché parvient le plus souvent à un équilibre de sous-emploi durable des forces de travail et de capital. Il rompt ainsi avec l'analyse néoclassique qui considère le chômage comme « frictionnel » ou « volontaire », afin de montrer que l'économie peut durablement souffrir d’un chômage de masse que les mécanismes du marché seuls ne peuvent résoudre. Ainsi Keynes décrit une dynamique qui empêche toute reprise spontanée de l'économie. Une offre excédentaire initiale provoque des licenciements. Keynes nie la thèse néoclassique selon laquelle se produit un ajustement par les salaires, entraînant un réajustement des profits, puis un retour de l'investissement et de la croissance et in fine un retour de l'emploi. La montée du chômage crée au contraire une réduction de la demande. Cette baisse de la demande effective provoque dans l'économie une réduction des débouchés. D'où le scepticisme des entrepreneurs qui n’investissent plus ou ralentissent leurs investissements, ce qui provoque un effet négatif second d'aggravation de la crise. Il importe de ne pas oublier une autre partie de l'analyse : les taux d'intérêt monétaire déterminent principalement le niveau de l'activité économique.
Pour sortir de cette situation non optimale, l'« impulsion keynesienne » préconise de stimuler la demande, ce qui vise à redonner confiance aux investisseurs. Pour ce faire, l’État dispose de plusieurs moyens d'intervention :
1. Tout d’abord redistribuer les revenus des plus riches (qui ont une plus forte propension à épargner) aux plus pauvres (qui eux ont une forte propension à consommer).
2. L’État peut aussi stimuler la création monétaire via une baisse des taux d’intérêt qui encouragera les gens à emprunter pour consommer et surtout rendra rentable des projets d'investissement dont l'Efficacité Marginale du Capital était inférieure au niveau du taux d'intérêt monétaire.
3. Enfin l’État peut accroître ses dépenses publiques induisant une augmentation de la demande globale en lançant des programmes de grands travaux par exemple.

Pour ce faire, il peut même recourir au déficit budgétaire dont il peut espérer qu’il sera à moyen terme comblé par la reprise économique. Le financement de cette politique interventionniste s'opère soit par des prélèvements obligatoires supplémentaires, soit une émission de titres sur les marchés des capitaux.
Les méthodes de Keynes qui s’appuient sur l’étude des agrégats économiques (entreprises, ménages, État…) et se distinguent de l’étude néoclassique des comportements individualistes, fondent la macroéconomie.

### Analyse de Schumpeter
Joseph Aloïs Schumpeter est un auteur n’appartenant ni aux Neoclassiques, ni aux Keynesiens, ni aux Marxistes dont l’analyse est centrée autour du rôle de l’innovation dans le capitalisme. On peut donc le qualifier d’auteur hétérodoxe.
L’innovation a un rôle important dans ce système évolutionniste qu’est le capitalisme, dans le sens ou celui-ci est en perpétuelle mutation. En effet, le changement permet aux entrepreneurs d’atteindre leur objectif premier qui n’est autre que le profit.
Or, pour se différencier, l’innovation est clef. En effet, en se démarquant, l’entrepreneur développe un « monopole » auprès des consommateurs sur son produit, et génère une « rente de monopole » jusqu’à limitation de son produit par un autre entrepreneur.
Il évoque cinq types d’innovations :
- l’innovation de procédés : nouvelles techniques de production, de commercialisation, etc. ;
- l’innovation de produit : nouvelle gamme de produits, nouveau design, etc. ;
- l’innovation en termes de débouchés : apparition de nouveau débouchés, etc. ;
- l’innovation en termes de matière première ;
- l’innovation dans l’organisation de marchés.

### Processus de «destruction créatrice»
Bien que l’innovation soit synonyme de profit, elle est aussi responsable de disparition d’anciens produits. Cependant, le surcroit d’activité engendré par le nouveau est supérieur à la réduction consécutive à la disparition de l’ancien.
Schumpeter expliquera aussi ce qu’il appelle les « cycles longs de kondratiev », d’une durée d’environ 50 ans, constituée de deux phases : la phase A (25 ans) caractérisée par l’apparition d’une grappe d’innovation majeures, et la phase B (25ans) aussi appelée phase de « recession », qui survient lorsque les innovations ont déjà généré leurs bienfaits dans le système économique.
Schumpeter différencie également le chef d’entreprise, qui va combiner, de l’entrepreneur qui dispose de certaines qualités. En effet, l’entrepreneur est pour lui un visionnaire qui apporte de la nouveauté et prend des risques pour réaliser des « rentes de monopole ». Cependant, l’accroissement de la taille des entreprises pourrait amener à faire disparaître la figure de l’entrepreneur, et donc le phénomène du capitalisme serait lui aussi condamné. Pourtant, l’évolution telle que nous la connaissons aussi, ne donne pas raison à cette prédiction.

#### État-providence Beveridgien
Alors que la Seconde Guerre mondiale vient de succéder à la crise, un économiste et parlementaire britannique, William Beveridge, fait de nombreuses propositions visant à redéfinir le rôle de l’État d’après-guerre. Celles-ci vont profondément changer la conception du rôle de l'État dans l'économie en militant pour le renforcement de ce que l'on appelle l'« État-providence ».
En 1942, dans un premier rapport Social Insurance and Allied Services, il propose la mise en place d’un système totalement généralisé, uniforme et centralisé dont la mission et l'organisation sont détaillées. Le régime préconisé de sécurité sociale vise à « libérer l’homme du besoin » en garantissant la sécurité du revenu, face aux aléas de la vie : maternité, maladie, décès, chômage, accident du travail…
En 1944, dans un second rapport Full Employment in a Free Society, Beveridge considère le chômage comme le « risque majeur dans nos sociétés », et comme l’aboutissement définitif de tous les autres risques (maladie, maternité…). Pour lui les fonctions régaliennes dévolues à l'État lui font le devoir de garantir le plein emploi : « Ce doit être une fonction de l’État que de protéger ses citoyens contre le chômage de masse, aussi définitivement que c’est maintenant la fonction de l’État que de protéger ses citoyens contre les attaques du dehors, contre les vols et les violences du dedans ».

### Post-keynésianisme
Le courant dit « post-keynesien » est représenté par Michal Kalecki, Nicholas Kaldor, Joan Robinson, Roy Forbes Harrod, Evsey Domar, Paul Davidson, Hyman Minsky…

### Ordoliberalisme ou école de Fribourg
L'Ordolibéralisme est un courant du libéralisme, apparu en Allemagne dès les années 1930. L'État est chargé de garantir un cadre politique, mais doit s'abstenir d'interventions sur les marchés. Walter Eucken l'avait exprimé ainsi : « Oui à la planification des structures par l'État - non à la planification et au dirigisme du circuit économique par l'État ». D'autres représentants sont Franz Böhm (comme Eucken professeur à Fribourg), Wilhelm Röpke, Alexander Rüstow ou Müller-Armack. Le miracle économique allemand (Wirtschaftswunder) est attribué à l'adoption de ces idées dans le système d'une économie sociale de marché par le ministre des finances Ludwig Erhard.

### Monétarisme
Au début des années 1960, plusieurs économistes menés par Milton Friedman (chef de file de l'école de Chicago) tentent de relancer la théorie quantitative de la monnaie mise à mal par les analyses keynésiennes. Étudiant le cas américain (M. Friedman et Anna Schwartz, Une histoire monétaire des États-Unis) il remarque que toute évolution brutale de la masse monétaire (aussi bien son augmentation préconisée par les keynésiens dans le cadre des politiques interventionnistes, que sa diminution dans le cadre de politique de rigueur) est synonyme de déséquilibres économiques. Renouant avec la théorie quantitative de la monnaie, ils recommandent une politique monétaire restrictive où l'émission de monnaie serait limitée à une proportion fixe de la croissance du PIB, assurant une expansion parallèle à celle de l’activité. Les monétaristes pronent également la mise en place d'un change flottant permettant le rééquilibrage automatique de la balance extérieure. Ces conclusions remettent en cause la base des politiques keynésiennes et suscitent de nombreux débats depuis.

### Néo-keynésiens

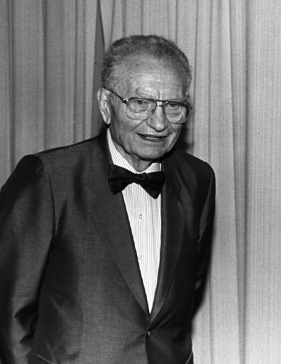
Paul Samuelson

Le courant néo-keynésien (appelé aussi « école du déséquilibre » ou des « équilibres à prix fixes ») est une synthèse des théories keynésiennes et néoclassiques. Le courant est initié par John Hicks dans les années 1930 : Son modèle IS/LM est la conversion d'un modèle succinct de la Théorie générale en termes néoclassiques. Les principaux auteurs néo-keynésiens sont : Franco Modigliani, Paul Samuelson, Robert Mundell, Robert Solow ou encore Edmond Malinvaud en France. Ces économistes s'intéressent aux fondements microéconomiques de la macroéconomie :
Sur certains points, tel celui de la rationalité, les néo-keynésiens sont plus proches des conceptions de Friedman que de celles de Keynes. Adeptes des systèmes de marché des néoclassiques, ils reconnaissent cependant le caractère non volontaire du chômage ainsi que les imperfections du marché du travail comme causes de non-réalisation du plein emploi (asymétrie d'information, aléa moral, Théorie des insiders-outsiders…).

### Nouvelle économie classique
La Nouvelle économie classique (ou Nouvelle macroéconomie classique) est un courant de pensée économique qui s'est développé à partir des années 1970. Elle rejette le keynésianisme et se fonde entièrement sur des principes néoclassiques. Sa particularité est de reposer sur des fondations micro-économiques, et de déduire des modèles macroéconomiques à partir des actions des agents eux-mêmes modélisés par la micro-économie.
Les nouveaux classiques comprennent Robert Lucas Jr, Paul Romer, Finn E. Kydland, Edward C. Prescott, Robert Barro, Neil Wallace (en), Thomas Sargent

### École de la Régulation
L'école de la régulation regroupe des auteurs comme Michel Aglietta, Robert Boyer, Alain Lipietz. En insistant sur la spécificité historique des phases du capitalisme, ces auteurs mettent en exergue la nature consubstantielle de la crise à ce dernier. Le questionnement des économistes de l'école de la régulation s'articule donc quant à l'explication des phases de stabilité du capitalisme, appelé mode de régulation (là ou les économistes orthodoxes tentent plutôt d'expliquer la survenue des crises). Le mode de régulation le plus étudié dans la théorie de la régulation, est celui de l'époque fordiste, caractérisé par une consommation homogène de produits indifférenciés, produit en masse selon une organisation scientifique du travail.

### Nouvelle économie keynésienne

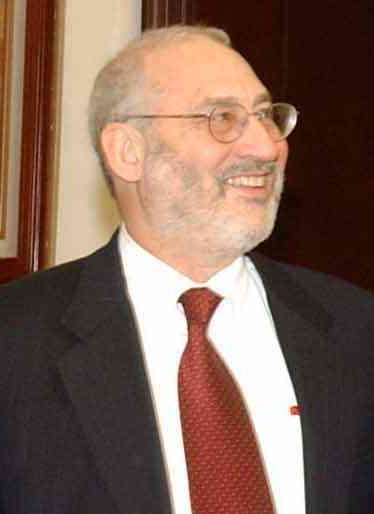
Joseph Eugene Stiglitz en 2002

La nouvelle économie keynésienne est un courant de pensée économique né dans les années 1980 en réponse à la nouvelle économie classique. S'il retient des néokeynésiens une référence à l'équilibre général de l'école néoclassique, il en relâche l'hypothèse de l'information parfaite. Par ailleurs, il est critique envers les prescriptions de politique économique usuelles des keynésiens (déficit budgétaire et taux d'intérêt bas) qui ne tiennent pas assez compte des problèmes structurels liés au fonctionnement des marchés.
Ses principaux participants, George Akerlof, Joseph Eugene Stiglitz, Gregory Mankiw, Stanley Fischer, Bruce Greenwald, Janet Yellen et Paul Romer, sont d'accord sur deux points fondamentaux : la monnaie n'est pas neutre et les imperfections des marchés expliquent les fluctuations économiques.

## Histoire de la discipline
On[Qui ?] s'est longtemps interrogé sur la légitimité d'inclure dans le champ d'analyse les écrits antérieurs à la seconde moitié du XVIe siècle. Si les idées des mercantilistes et des physiocrates sont généralement prises en compte, l'histoire de la pensée économique ne pouvait réellement débuter qu'avec Adam Smith. Alors que l'économie ne semble être considérée jusque-là au mieux comme « secondaire », un des mérites de Smith a été de préciser son rôle et sa place dans la société globale, voire pour certains de ses disciples constituer le principe unificateur des sociétés.
La vision euro-centrique ou occidentalo-centrique a été remise en cause à la suite d'une meilleure connaissance des civilisations anciennes. Depuis, la perspective a changé et nécessite un élargissement de l'horizon espace-temps traditionnellement considéré[réf. nécessaire].

## Place de l'histoire de la pensée économique dans l'enseignement de l'économie
Il existe un débat sur la place que doit occuper l'histoire de la pensée économique dans l'enseignement de l'économie et de l'enseignement de l'économie en France. Par exemple, Jean Tirole, lauréat du prix Nobel d'économie en 2014, défend un « enseignement pragmatique et intuitif à l'économie, fondé sur les problématiques modernes des marchés, des entreprises et de la décision publique, reposant à la fois sur un cadre conceptuel éprouvé […] et sur l'observation empirique. L’enseignement de pensées économiques obsolètes et de débats entre économistes anciens, le discours peu rigoureux ou à l'inverse la mathématisation exagée de l'enseignement ne correspondent pas aux besoins des lycéens et des étudiants. L'immense majorité d'entre eux ne deviendront pas des économistes professionnels, a fortiori pas des chercheurs en économie. ».

#### Textes importants dans l'histoire de la pensée économique

##### Chine ancienne
- Discussion entre Mencius et Xu Hang
- Guan Zhong, Guanzi, 654 av. J.-C.

##### Grèce antique
- Xénophon, L'Économique

##### Moyen Âge
- (la) Nicolas Oresme, De origine natura, jure et mutationibus monétarum, 1366

##### Mercantilisme
- Antoine de Montchrestien, Traité d'économie politique, 1615

##### Libéralisme
- Bernard Mandeville (trad. de l'anglais), La Fable des abeilles : Private Vices, Publick Benefits [« The Fable of the Bees »], 1714

##### Physiocrates
- François Quesnay, Tableau économique, Versailles, 1759
- Anne Robert Jacques Turgot, Réflexions sur la formation et la distribution des richesses, 1766

##### Classiques
- Adam Smith (trad. de l'anglais), Recherches sur la nature et les causes de la richesse des nations [« An Inquiry into the Nature and Causes of the Wealth of Nations »], 1776
- Thomas Malthus (trad. de l'anglais), Essai sur le principe de population [« An Essay on the Principle of Population »], Londres, 1798
- Jean-Baptiste Say, Traité d'économie politique, 1803
- David Ricardo (trad. de l'anglais), Des principes de l'économie politique et de l'impôt [« On the Principles of Political Economy and Taxation »], 1817
- John Stuart Mill (trad. de l'anglais), Principes d'économie politique [« Principles of Political Economy »], 1848

##### Marxistes
- Karl Marx (trad. de l'allemand), Le Capital [« Das Kapital »], 1867

##### Néoclassiques
- Carl Menger (trad. de l'allemand), Principes d'économie [« Grundsätze der Volkswirtschaftslehre »], 1871
- (en) William Stanley Jevons, Theory of Political Economy, 1871
- Léon Walras, Éléments d’économie politique pure : ou théorie de la richesse sociale, 1874
- Alfred Marshall (trad. de l'anglais), Principes d'économie politique [« Principles of Economics »], 1890

##### Keynésianisme
- John Maynard Keynes (trad. de l'anglais), Théorie générale de l'emploi, de l'intérêt et de la monnaie [« The General Theory of Employment, Interest and Money »], 1936

#### Textes sur l'histoire de la pensée économique

##### Ouvrages généraux
- Joseph Schumpeter (trad. de l'anglais), Histoire de l'analyse économique [« History of Economic Analysis »], 1954
- Henri Denis, Histoire de la pensée économique, Paris, Presses universitaires de France, coll. « Thémis », 1966
- Daniel Villey, Petite histoire des grandes doctrines économiques, Paris, Litec, 1985
- Claude Jessua, Histoire de la théorie économique, Paris, Presses universitaires de France, 1991
- André Béraud et Gilbert Faccarello, Nouvelle Histoire de la pensée économique, Paris, La Découverte, 1992
- Mark Blaug, La Pensée économique, Paris, Economica, 1999
- (en) Mark Blaug, « The Social Sciences: Economics », The New Encyclopedia Britannica, vol. 27,‎ 2007
- (en) Craufurd D. Goodwin, « History of economic thought », The New Palgrave,‎ 2008
- Henri Denis, Histoire de la pensée économique, Paris, PUF, coll. « Quadrige Manuels », 2008, 725 p. (ISBN 978-2-13-056317-4)
- (en) Murray Rothbard, An Austrian Perspective on the History of Economic Thought, Edward Elgar Publishers, 1995 (ISBN 094546648X)
- Jacques Valier, Brève histoire de la pensée économique d'Aristote à nos jours, Paris, Editions Flammarion, coll. « Champs Essais », 2009, 240 p. (ISBN 978-2-08-122900-6)
- (en) Vincent Barnett (dir.), Routledge Handbook of the History of Global Economic Thought, Routledge, 27 août 2014 (ISBN 978-1-317-64411-8, lire en ligne)

##### Autres ouvrages
- (en) Charles F. Horne, The Code of Hammurabi : Introduction, Forgotten Books, Yale University, novembre 1915, 81 p. (ISBN 978-1-60506-051-4)
- (en) Jean David C. Boulakia, « Ibn Khaldun: A Fourteenth-Century Economist », The Journal of Political Economy, vol. 79, no 5,‎ 1971 (DOI 10.1086/259818)
- (en) Samuel Noah Kramer, History Begins at Sumer : Thirty-Nine Firsts in Recorded History, University of pennsylvania press, 1er avril 1988, 416 p. (ISBN 978-0-8122-1276-1)
- (en) Ibrahim M. Oweiss, Ibn Khaldun, the Father of Economics, Albany, N.Y., New York University Press, 1988, 365 p. (ISBN 0-88706-698-4)
- (en) Eli Heckscher, Mercantilism, Allen Unwin, 1955
- (en) L.K. Jha, « Chanakya: the pioneer economist of the world », International Journal of Social Economics, vol. 25, nos 2/3/4,‎ 1998, p. 267-282 (DOI 10.1108/03068299810193443)
- (en) Balbir S. Sihag, « Kautilya on publics goods and taxation », History of Political Economy Economics, vol. 37, no 4,‎ hiver 2005, p. 723-753 (DOI 10.1215/00182702-37-4-723)
- (en) N.A, « Mercantilism », The New Encyclopedia Britannica, vol. 8,‎ 2007
- Alain Leroux et Pierre Livet, Leçons de philosophie économique (trois tomes), Economica, 2005-2007, 1561 p. (ISBN 978-2-7178-4941-7, 978-2717850789 et 978-2717853124)
- Robert L. Heilbroner, Les Grands Économistes, Paris, Éditions du Seuil, coll. « Points Economie », 2001, 400 p. (ISBN 978-2-02-048101-4)
- Jean-Marc Daniel, Histoire vivante de la pensée économique : Des crises et des hommes, Paris, Pearson Education, coll. « Référence », 2010, 470 p. (ISBN 978-2-7440-7450-9, lire en ligne)
- Alexis Karklins-Marchay, Histoire impertinente de la pensée économique, d'Aristote à Jean Tirole, Ellipses, 2016, 360 p.  (ISBN 978-2340009943)
- Jean Boncœur et Hervé Thouement, Histoire des idées économiques (deux tomes), Armand Colin, coll. « Circa », 2004, 465 p. (ISBN 978-2-200-34017-9 et 978-2200340186)
- J-L Bailly, Jérôme Buridant, Gilles Caire et Christian Lavialle, Histoire de la pensée économique, Rosny-sous-Bois, Bréal, coll. « Grand Amphi Economie », 2008, 415 p. (ISBN 978-2-7495-0127-7)
- François Etner, Histoire de la pensée économique, Economica, 2000, 384 p. (ISBN 978-2-7178-4018-6)
- Jean-Jacques Friboulet, Histoire de la pensée économique : XVIIIe – XXe siècles, Bruxelles/Paris/Zurich, SCHULTHESS, 2010, 321 p. (ISBN 978-3-7255-5938-1)
- Ghislain Deleplace et Christophe Lavialle, Histoire de la pensée économique, Paris, Éditions Dunod, coll. « Maxi fiches », 2008, 192 p. (ISBN 978-2-10-049907-6)
- (en) Wim Decock, Theologians and Contract Law : The Moral Transformation of the Ius commune (ca. 1500-1650), Leiden-Boston, Martinus Nijhoff Publishers, 2013, 723 p. (lire en ligne )
- Gérard-Marie Henry, Histoire de la pensée économique, Paris, Armand Colin, coll. « U Histoire », 2009, 365 p. (ISBN 978-2-200-34505-1)
- Jean-Claude Drouin, Les grands économistes, Paris, PUF, coll. « Major », 2009, 128 p. (ISBN 978-2-13-057747-8)
- Mark Blaug (trad. Alain et Christiane Alcouffe), La pensée économique, Economica, 2008, 5e éd., 950 p. (ISBN 978-2-7178-3656-1)
- André Piettre, Pensée économique et théories contemporaines, Paris, Dalloz, 1969
- Jacques Wolff, Histoire de la pensée économique, LGDJ / Montchrestien, coll. « Domat économie », 1998, 304 p. (ISBN 978-2-7076-0457-6)
- Alain Béraud et Gilbert Faccarello, Nouvelle histoire de la pensée économique (trois tomes), La Découverte, coll. « Div Science Soc », 1993, 1756 p. (ISBN 978-2-7071-2165-3, 978-2707132246 et 978-2707132253)
- Maurice Baslé, Histoire des pensées économiques, Paris, Sirey, 1997
- Ghislain Deleplace, Histoire de la pensée économique, Paris Dunod, Sirey, 1999, 539 p. (ISBN 978-2-10-053304-6)
- Michel Beaud et Gilles Dostaler, La Pensée économique depuis Keynes, Paris, Seuil, 1996, 444 p. (ISBN 2-02-028969-5)
- Françoise Dubœuf, Introduction aux théories économiques, Paris, Repères, coll. « La Découverte », 1999, 120 p. (ISBN 2-7071-2957-7)
- Philippe Steiner, Sociologie de la connaissance économique. Essai sur les rationalisations de la connaissance économique (1750-1850), PUF, 1998
- Karl Pribram, Les fondements de la pensée économique, Economica, 1986
- Nicolas Brejon de Lavergnée, Traité d'économie politique : Histoire, doctrines, théories, Ellipses, coll. « Universités », 1998, 288 p. (ISBN 978-2-7298-9510-5)
- Alexandre Reichart, Les Grandes Théories Économiques "Pour Les Nuls", Paris, First Editions, 2018, 424 p. (ISBN 978-2-412-03770-6)
- Alain Samuelson, Les grands courants de la pensée économique : concepts de base et questions essentielles, Presses Universitaires de Grenoble (PUG), 1990, 535 p. (ISBN 978-2-7061-0489-3)
- Jacques Wolff, Les Pensées économiques : les courants, les hommes, les œuvres (deux tomes), Montchrestien, 1988-1989, 700 p. (ISBN 978-2-7076-0359-3 et 978-2707604125)